# Storia di Trieste
La storia di Trieste ha inizio con il formarsi di un centro abitato di modeste dimensioni in epoca preromana, che acquisì connotazioni propriamente urbane solo dopo la conquista (II secolo a.C.) e colonizzazione da parte di Roma. Dopo i fasti imperiali la città decadde a seguito delle invasioni barbariche, ricoprendo un'importanza marginale nel millennio successivo. Subì varie dominazioni per poi divenire un libero comune che si associò alla casa d'Asburgo (1382). Fra il Settecento e l'Ottocento Trieste conobbe una nuova prosperità grazie al porto franco e allo sviluppo di un fiorente commercio che fece di essa una delle più importanti metropoli dell'Impero austriaco (dal 1867 Impero austro-ungarico). Città cosmopolita, rimasta in età asburgica di lingua italiana, importante polo di cultura italiana e mitteleuropea, fu incorporata al Regno d'Italia nel 1918 a seguito della prima guerra mondiale. Dopo il secondo conflitto mondiale fu capitale del Territorio Libero di Trieste, restando per nove anni sotto amministrazione militare alleata. In seguito al Memorandum di Londra (1954) al GMA nella zona A subentrò il Governo italiano, amministrando in forma fiduciaria la città in attesa di una definizione conclusiva e dell’indicazione del Governatore da parte del Consiglio di Sicurezza dell’ONU, che avrebbe finalmente avviato la gestione autonoma. Di fatto questa situazione non è ancora mai stata definita, e fino a pochi anni fa nell’ordine del giorno del Consiglio di Sicurezza era sempre presente il punto “nomina del Governatore del TLT.
Dal 1963 è capoluogo del Friuli-Venezia Giulia.

## Dalla Preistoria al Medioevo

### Età preistorica
Le evidenze più antiche della presenza di individui del genere Homo sono quelle del riparo sotto roccia di Visogliano che, oltre a resti fanunistici e litici, ha dato alla luce sei resti fossili, cinque denti e un frammento di mandibola, attribuiti a individui della specie Homo heidelbergensis, vissuti tra 500 000 e 350 000 anni BP.
Il territorio dove attualmente sorge la città di Trieste e il suo retroterra carsico divennero sede stabile dell'uomo durante il Neolitico. A partire dall'età del bronzo tardivo iniziò a svilupparsi in regione la Cultura dei castellieri da parte di popoli preindoeuropei.

### Età preromana e romana

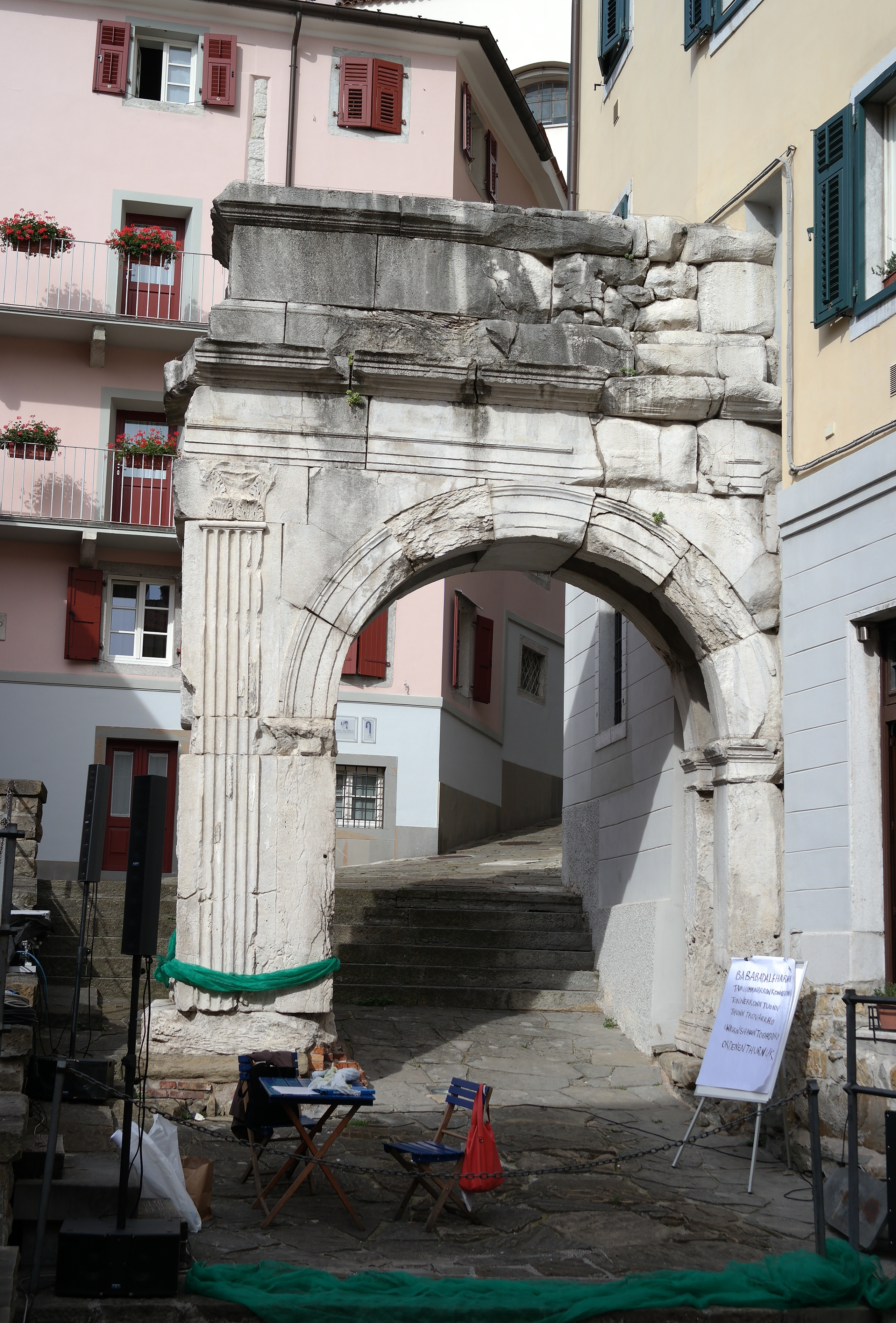
Arco romano detto "di Riccardo"

Dopo il X secolo a.C. è documentata la presenza sul Carso dei primi nuclei di indoeuropei, gli Istri, che tuttavia, con ogni probabilità, non furono i primi abitatori della futura Trieste, nonostante la presenza in zona di alcuni castellieri che essi stessi avevano edificato. La fondazione del primo nucleo della romana Tergeste sembrerebbe infatti imputabile al popolo dei Veneti o Paleoveneti, come testimoniato dalle radici venetiche del nome (Terg ed Este) e da altri importanti reperti. Strabone tuttavia, fa risalire la fondazione di Tergeste al popolo celtico dei Carni.
A seguito della conquista romana (II secolo a.C.) la località divenne municipio di diritto latino con il nome di Tergeste, sviluppandosi e acquisendo una netta fisionomia urbana già in epoca augustea.
Raggiunse la sua massima espansione durante il principato di Traiano, con una popolazione che, secondo Pietro Kandler, doveva aggirarsi sui 12.000 - 12.500 abitanti (solo negli anni sessanta del XVIII secolo la città raggiunse nuovamente la consistenza demografica di età romana).
Nella parte bassa del colle di san Giusto verso il mare è ancor oggi possibile osservare i resti della città romana, nonostante le numerose costruzioni moderne che ne coprono, in parte, la visuale.

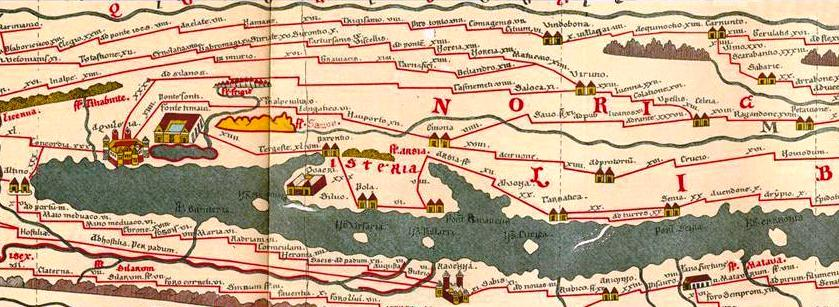
La città di Tergeste risulta chiaramente indicata anche sulla Tavola Peutingeriana, che raffigura l'Impero romano in epoca augustea

Due edifici ci offrono una chiara testimonianza dell'importanza di Trieste in epoca romana: il teatro, della fine del I secolo a.C. (ma ampliato sotto Traiano), con una capienza di circa 6.000 spettatori, e la basilica paleocristiana, edificata fra il IV e il V secolo, contenente alcuni superbi mosaici, segno tangibile della ricchezza della chiesa locale e della città di Tergeste fino a tarda età imperiale.
Sul colle di San Giusto sono tuttora visibili alcuni resti dei templi a Giove e ad Atena. Di quest'ultimo si sono conservate alcune strutture architettoniche nelle fondamenta della cattedrale, identificabili dall'esterno grazie ad apposite aperture nelle pareti del campanile e nel sottosuolo (tramite accesso dal Museo civico di storia ed arte di Trieste).
Altro monumento romano mantenutosi in discrete condizioni fino ai giorni nostri è l'Arco di Riccardo, antica porta cittadina edificata nella seconda metà del I secolo a.C. A Barcola, Grignano e altre località della costa sono stati rinvenuti resti di ville appartenenti al patriziato locale e in massima parte erette nel I e II secolo.
Importante fu il collegamento effettuato dall'imperatore Flavio Vespasiano tra Trieste e Pola. Tuttora rimane il tracciato denominato proprio "Via Flavia".
Trieste possedeva un porto (in zona Campo Marzio) e una serie di scali di modeste dimensioni lungo il litorale: sotto il promontorio di San Vito; a Grignano, in prossimità di alcune ville patrizie; a Santa Croce, ecc.). Il fabbisogno idrico della città era all'epoca soddisfatto da due acquedotti: quello di Bagnoli e quello di San Giovanni di Guardiella.

### Dalle invasioni barbariche a libero comune
Dopo l'anarchia che paralizzò l'intera regione alla caduta dell'Impero romano d'Occidente, Trieste fece parte prima del Regno di Odoacre, poi di quello di Teodorico il Grande. Nel corso della guerra gotica fu occupata da Giustiniano I, che ne fece una colonia militare bizantina. Pochi anni più tardi la città fu distrutta dai Longobardi (nel 568, al momento della loro invasione, o, più probabilmente, nel 585). Riedificata nei decenni successivi, ma ormai fortemente ridimensionata sotto il profilo demografico, passò ai Franchi (788), la cui sovranità fu riconosciuta dagli imperatori bizantini nell'812. Durante l'VIII secolo l'opera missionaria dei sacerdoti del vescovato di Salisburgo e del patriarcato di Aquileia portò alla cristianizzazione delle comunità slave, a cui i Franchi dall'inizio del IX secolo consentirono di espandere i propri insediamenti fino alle aree spopolate dell'Istria settentrionale fino in prossimità del territorio di Trieste come risulta documentato nel Placito del Risano
(Placito del Risano)
Nel 948 Lotario II d'Italia conferì al vescovo Giovanni III e ai suoi successori il governo della città che passò a godere da quel momento di un'ampia autonomia, pur conservando vincoli feudali con il Regno d'Italia.
Durante tutta l'età vescovile la città fu costretta a difendersi dalle mire espansionistiche dei potenti Patriarchi di Aquileia, di Venezia e, successivamente, dei conti di Gorizia. Il governo vescovile entrò in crisi attorno alla metà del Duecento: le incessanti guerre e liti, soprattutto con Venezia, avevano infatti svuotato le arche cittadine, costringendo i vescovi a disfarsi di alcune importanti prerogative legate a diritti che vennero venduti alla cittadinanza. Fra questi ultimi, il diritto di giurisdizione, di riscossione delle decime e di emissione di monete. Si sviluppò pertanto un'amministrazione civile, dominata dai maggiorenti della città, che gradualmente si sostituì a quella ecclesiastica. Tale processo culminò nel 1295, allorquando il vescovo Brissa de Toppo rinunciò formalmente alle sue ultime prerogative e cedette il governo di Trieste alla comunità cittadina, costituitasi, anche ufficialmente, in libero comune.

## Trieste e gli Asburgo: da libero comune a porto internazionale

### Inserimento nell'orbita austriaca

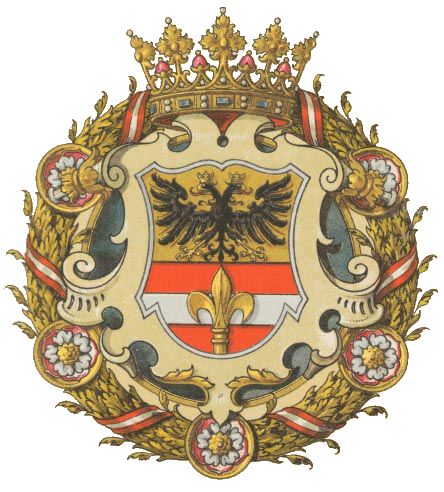
Lo stemma di Trieste austro-ungarica

Divenuta libero comune, Trieste dovette affrontare nuove e più poderose pressioni, sia di natura militare che economica, da Venezia, che ambiva ad assumere una posizione egemonica nell'Adriatico. La sproporzione in termini demografici, finanziari e militari tra le due città lasciavano presagire per Trieste un futuro inserimento nell'orbita veneta con la conseguente perdita della propria indipendenza come era già accaduto precedentemente per molti centri istriani e dalmati. Nel 1382, un ennesimo contenzioso con la Serenissima - che aveva portato, dopo un assedio di 11 mesi, all'occupazione veneziana di Trieste dal novembre 1369 al giugno 1380 - spinse la città a porsi sotto la protezione del Duca d'Austria che si impegnò a rispettare e proteggere l'integrità e le libertà civiche di Trieste (queste ultime furono ampiamente ridimensionate a partire dalla seconda metà del XVIII secolo).

### Creazione del porto franco e sviluppo della città

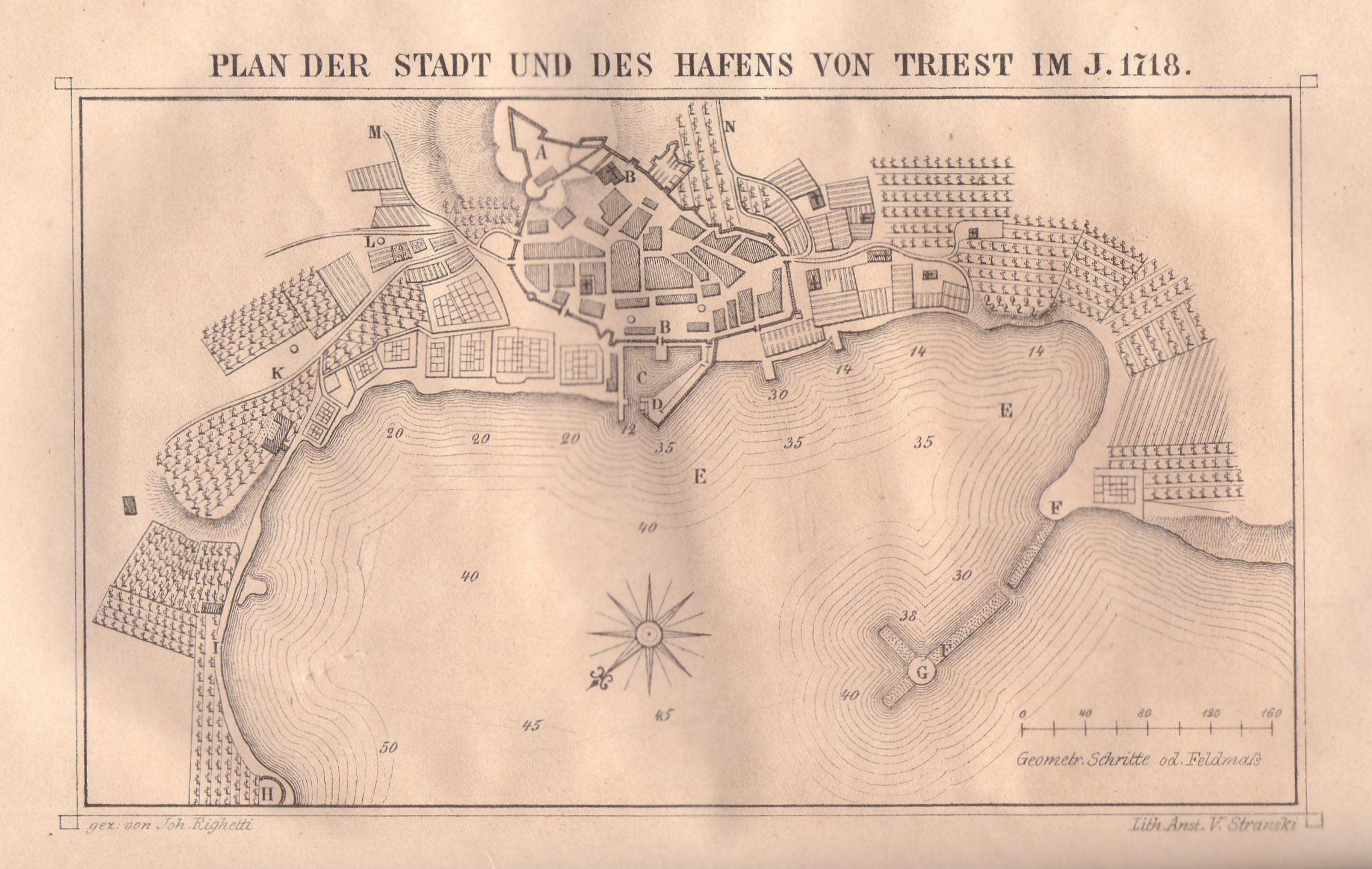
Trieste prima dell'istituzione del porto franco. Il Borgo Teresiano è ancora costituito da saline, mentre attorno alla Cittavecchia vi sono solo aree agricole.

Nel 1719 Carlo VI d'Austria creò a Trieste un porto franco i cui privilegi vennero estesi, durante il regno del suo successore, prima al Distretto Camerale (1747), poi a tutta la città (1769). Dopo la morte dell'imperatore (nel 1740) salì al trono la giovane Maria Teresa d'Austria che grazie ad un'attenta politica economica permise alla città di diventare uno dei principali porti europei e il massimo dell'Impero. In età teresiana il governo austriaco investì capitali consistenti nell'ampliamento e nel potenziamento dello scalo. Fra il 1758 e il 1769 furono approntate opere a difesa del molo e venne eretto un forte. Nelle immediate vicinanze del porto sorsero la Borsa (all'interno del Palazzo municipale, attorno al 1755), il Palazzo della Luogotenenza (1764), oltreché un grande magazzino e il primo cantiere navale di Trieste, noto come lo squero di san Nicolò. In quegli anni iniziò ad essere edificato un intero quartiere, che dell'imperatrice porta ancora il nome (Borgo Teresiano), per ospitare una popolazione che in città era in crescente aumento e che alla fine del secolo avrebbe raggiunto i 30.000 abitanti circa, sei volte superiore a quella presente un centinaio di anni prima. Il notevole sviluppo demografico della città fu dovuto, in massima parte, all'arrivo di numerosi immigrati provenienti per lo più dal bacino adriatico (istriani, veneti, dalmati, friulani, sloveni) e, in minor misura, dall'Europa continentale (austriaci, ungheresi) e balcanica (serbi, greci, ecc.).

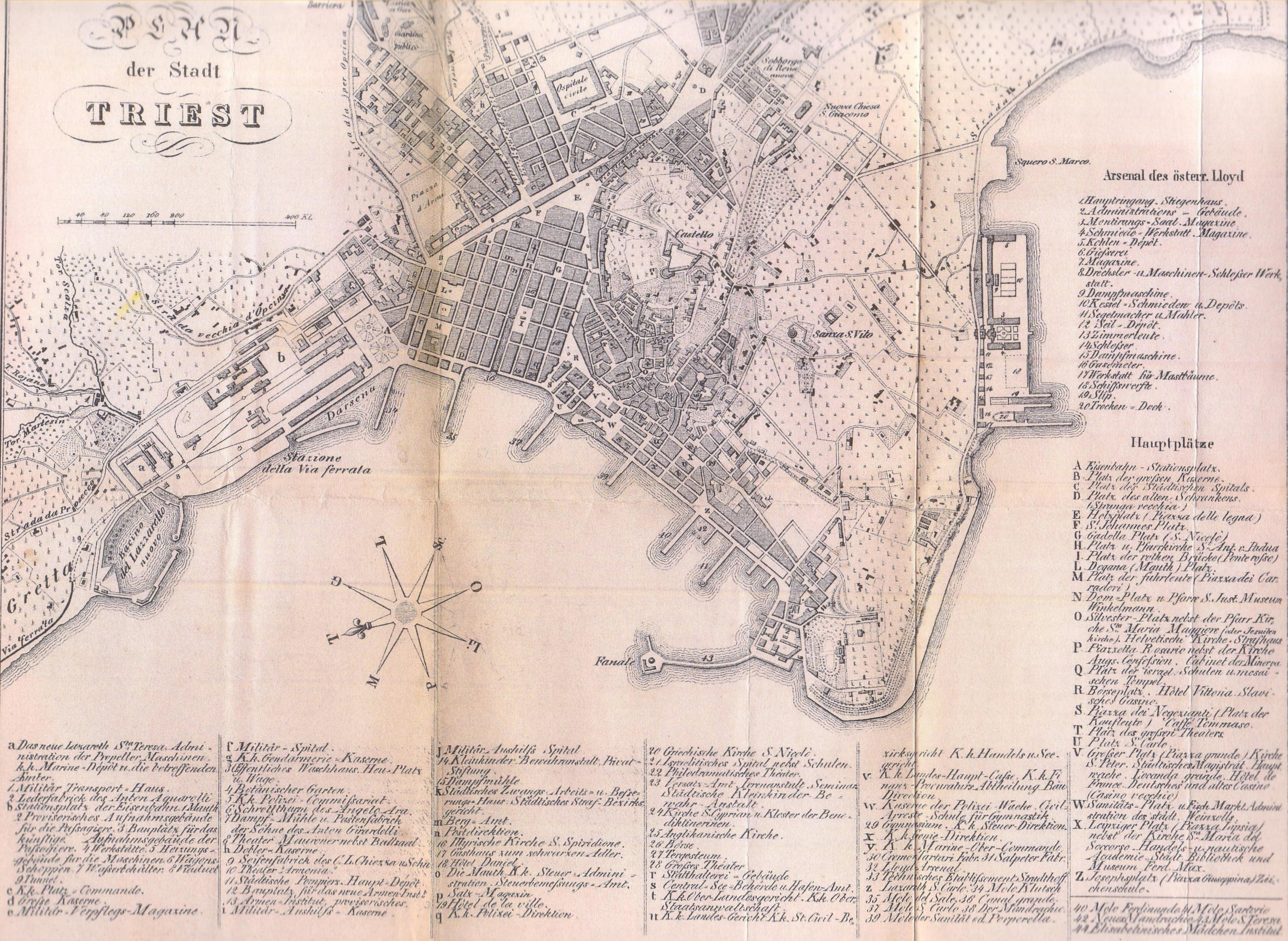
Trieste nel 1857, 138 anni dopo la proclamazione del porto franco, al momento dell'arrivo della ferrovia

Trieste fu occupata per tre volte dalle truppe di Napoleone, nel 1797, nel 1805 e nel 1809; in questi brevi periodi la città perse definitivamente l'antica autonomia con la conseguente sospensione di status di porto franco.
La prima occupazione francese fu molto breve, in quanto iniziò a marzo 1797 e si concluse dopo soltanto due mesi, a maggio. Spaventata dall'imminente arrivo delle truppe napoleoniche, parte della popolazione aveva abbandonato la città; chi era rimasto, era pronto a sollevarsi contro i soldati francesi. Il governo napoleonico, però, non fu così rivoluzionario, come si aspettavano i fuggitivi, i quali decisero di rientrare in città pochi giorni dopo. Napoleone visitò Trieste il 29 aprile. A maggio le truppe francesi lasciarono la città in virtù degli accordi di Leoben.
La seconda occupazione francese iniziò a dicembre 1805 e si concluse a marzo 1806. Nonostante la brevità delle prime due occupazioni, le idee democratiche portate dalle truppe napoleoniche iniziarono a diffondersi anche a Trieste, dove cominciò a maturare l'identità italiana.
La terza occupazione ebbe inizio il 17 maggio 1809. A partire dal 15 ottobre Trieste viene inglobata nelle Province illiriche, che comprendevano anche la Carinzia, la Carniola, il Goriziano, l'Istria veneta, l'Istria asburgica, parte della Croazia e la Dalmazia. L'occupazione si concluse l'8 novembre 1813, in seguito alla battaglia di Lipsia.
Ritornata agli Asburgo nel 1813 Trieste continuò a svilupparsi, anche grazie all'apertura della ferrovia con Vienna nel 1857. Negli anni sessanta dell'Ottocento fu elevata al rango di capoluogo di Land nella regione del Litorale austriaco (Oesterreichisches Küstenland). Successivamente la città divenne, negli ultimi decenni dell'Ottocento, la quarta realtà urbana dell'Impero austro-ungarico (dopo Vienna, Budapest e Praga).
Lo sviluppo commerciale e industriale della città nella seconda metà del XIX secolo e nel primo quindicennio del secolo successivo (30.000 addetti al settore secondario nel 1910) comportò la nascita e lo sviluppo di alcune sacche di emarginazione sociale. Trieste presentava all'epoca un'elevata mortalità infantile, superiore a quella delle città italiane e uno fra i più alti tassi di tubercolosi a livello europeo. Si approfondiva inoltre sempre più la frattura fra il contado, popolato soprattutto da sloveni, e la città, di lingua e tradizioni italiane.

### Gruppi etnici e linguistici in età asburgica

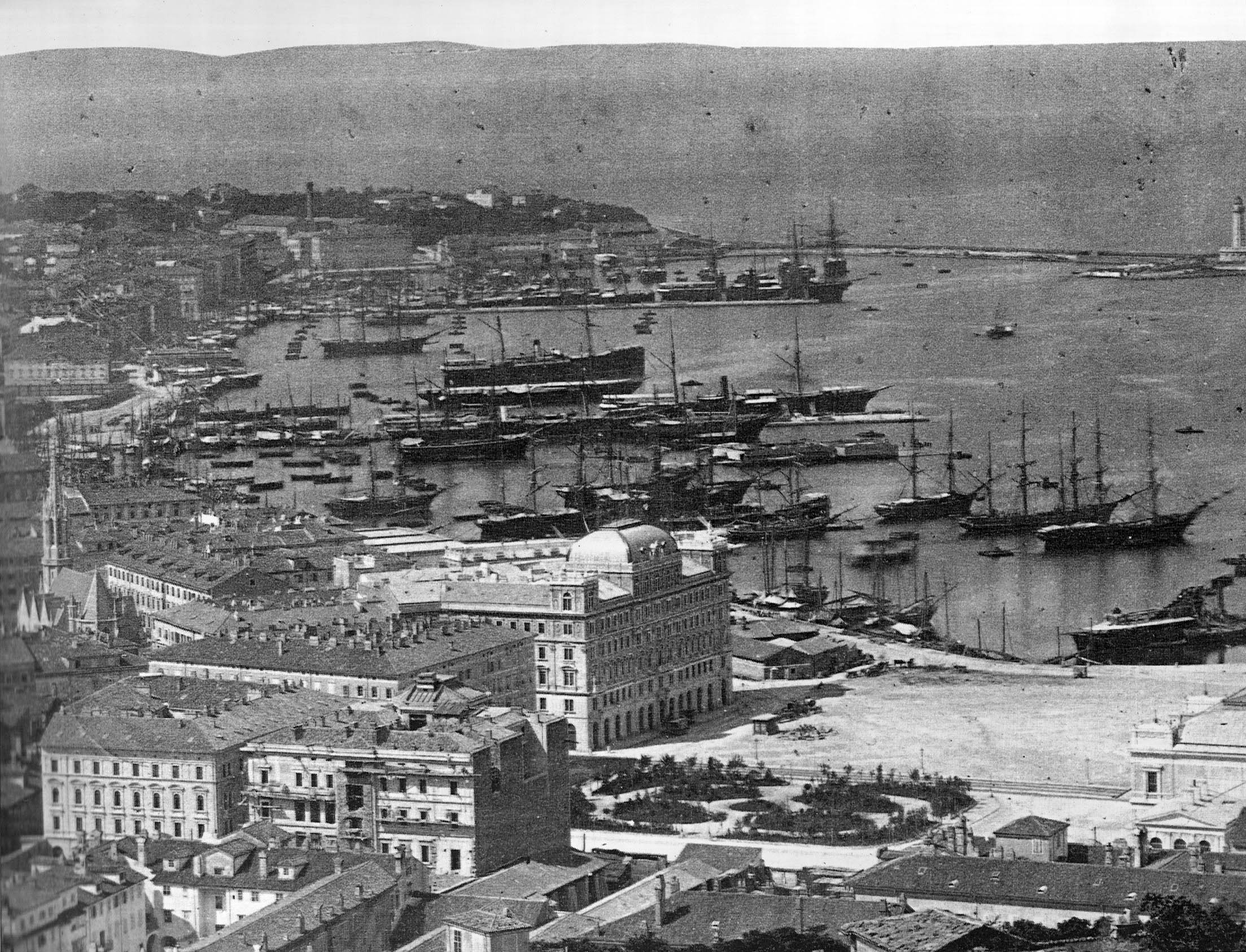
Trieste nel 1885

In età medievale e fino al principio del XIX secolo a Trieste si parlava il tergestino, un dialetto di tipo retoromanzo. Unico idioma scritto con carattere di ufficialità e lingua di cultura, fu invece, durante quasi tutta l'età medievale, il latino, cui si affiancò, alle soglie dell'età moderna (XIV e XV secolo), l'italiano (parlato, come lingua madre, da un'esigua minoranza di triestini)e, successivamente (dalla seconda metà del XVIII secolo), anche il tedesco, che però restò circoscritto entro un ambito prettamente amministrativo. In un rapporto inviato all'imperatrice Maria Teresa, il conte Nikolaus Graf von Hamilton, che ricoprì la carica di Presidente dell'Intendenza della città di Trieste dal 1749 al 1768, descrisse nel seguente modo l'uso delle lingue parlate dagli abitanti di Trieste:

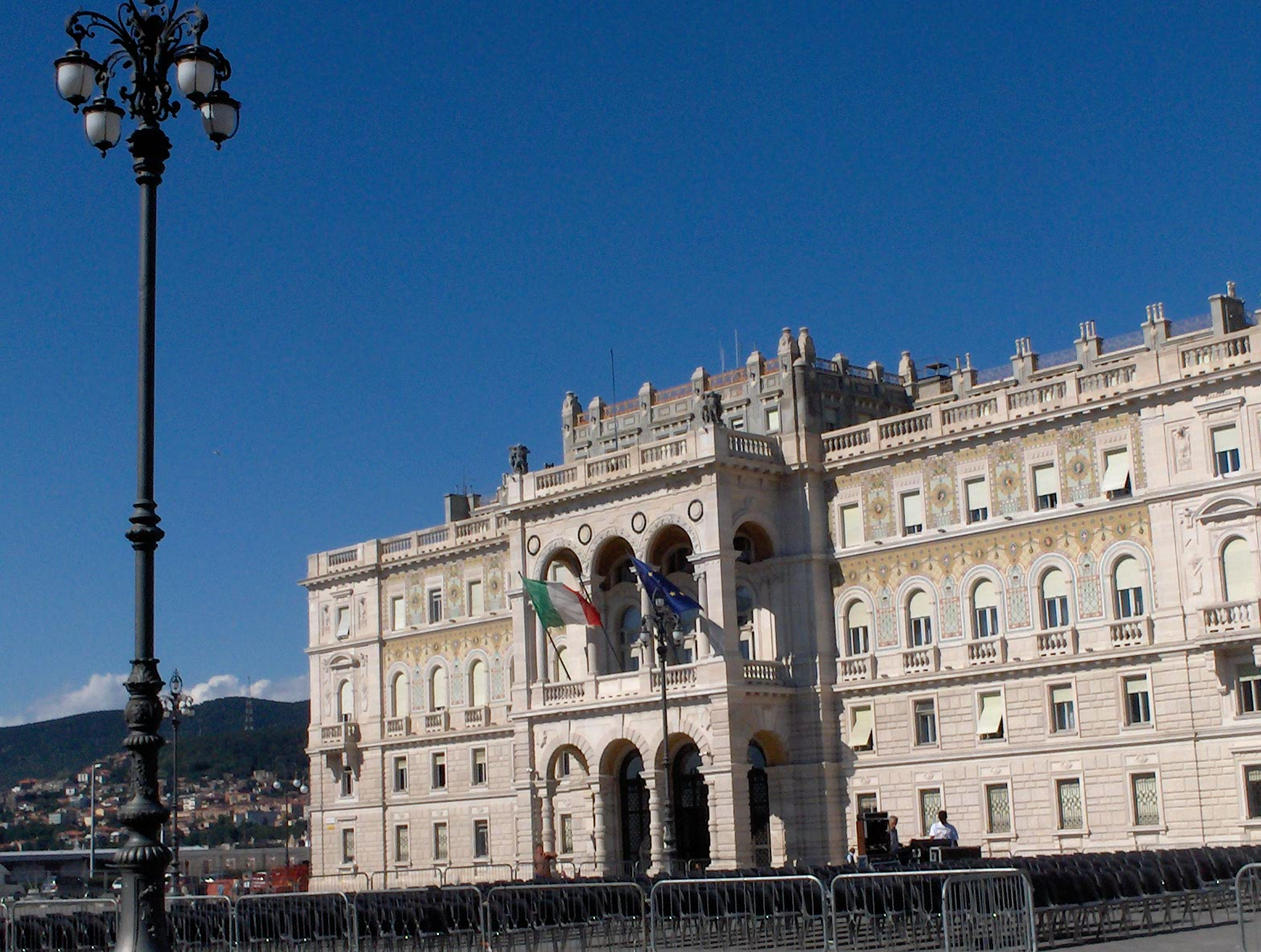
Il Palazzo del governo asburgico, oggi sede della prefettura

Dopo la costituzione del porto franco e l'inizio del grande flusso migratorio che, iniziato nel Settecento, si intensificò ulteriormente nel secolo successivo (con una netta predominanza di Veneti, Dalmati, Istriani, Friulani e Sloveni), il tergestino perse gradualmente terreno a favore sia dell'italiano che del veneto. Se il primo si impose soprattutto come lingua scritta e di cultura, il secondo si diffuse, fra gli ultimi decenni del Settecento e i primi dell'Ottocento come una vera e propria lingua franca a Trieste. Fra le minoranze linguistiche acquistò un notevole peso in città nella seconda metà del XIX secolo, quella slovena (presente nel Carso triestino fin da epoca medievale), che alla vigilia della prima guerra mondiale rappresentava circa la quarta parte della popolazione totale del Comune.
Grazie al suo stato privilegiato di unico porto commerciale di una certa importanza dell'Austria, Trieste continuò sempre a mantenere nei secoli stretti legami culturali e linguistici con l'Italia. Infatti, nonostante la lingua ufficiale della burocrazia fosse il tedesco, l'italiano, già lingua di cultura fin da epoca tardomedievale, si impose nell'ultimo periodo di sovranità asburgica, in tutti i contesti formali, compresi gli affari (sia in Borsa che nelle transazioni private), l'istruzione (nel 1861 fu aperto dal Comune un ginnasio italiano che si affiancò a quello preesistente austro-tedesco), la comunicazione scritta (la gran maggioranza delle pubblicazioni e dei giornali erano redatti in italiano), trovando un suo spazio persino nel consiglio comunale (la classe politica triestina era in massima parte italofona). Veniva spesso parlato, insieme al veneto e ad altre lingue, anche in contesti informali. Pietro Kandler riporta, nella sua Storia di Trieste, che:
Secondo il contestato censimento austriaco del 1910, su un totale di 229.510 abitanti del Comune di Trieste (comprendente anche una serie di località limitrofe al centro e dell'altopiano) si ebbe, a seguito di revisione, la seguente ripartizione sulla base della lingua d'uso:
- 118.959 (51,8%) parlavano italiano
- 56.916 (24,8%) parlavano sloveno
- 11.856 (5,2%) parlavano tedesco
- 2.403 (1,0%) parlavano serbocroato
- 779 (0,3%) parlavano altre lingue
- 38.597 (16,8%) erano cittadini stranieri a cui non era stato chiesta la lingua d'uso, tra i quali:
  - 29.639 (12,9%) erano cittadini italiani
  - 3.773 (1,6%) erano cittadini magiari.

Sul totale della popolazione residente censita, ben 98.872 abitanti (43%) non erano nati nel comune di Trieste ma in altri territori posti sotto sovranità austriaca (71.940 abitanti censiti, ovvero il 31,3%) oppure all'estero (26.842 abitanti censiti, pari all'11,7%). Fra questi ultimi la massima parte era nata nel Regno d'Italia (i cosiddetti "regnicoli") mentre, fra i primi, le colonie più numerose provenivano dalla Contea Principesca di Gorizia e Gradisca (22.192 abitanti censiti), dall'Istria (20.285 abitanti censiti), dalla Carniola (11.423 abitanti censiti) e dalla Dalmazia (5.110 abitanti censiti).
|                    |                    |  |       |       |
| ------------------ | ------------------ |  | ----- | ----- |
| Italiani (118.959) | Italiani (118.959) |  | 51,9% | 51,9% |
| Sloveni (56.916)   | Sloveni (56.916)   |  | 24,8% | 24,8% |
| Austriaci (11.856) | Austriaci (11.856) |  | 5,1%  | 5,1%  |
| Altri              | Altri              |  | 18,2% | 18,2% |

### Trieste dal 1861 alla prima guerra mondiale

#### Le politiche governative verso Trieste
Le dinamiche della città triestina si trovarono condizionate in questo lasso temporale dalle diverse linee politiche assunte dal potere centrale viennese nei confronti delle istituzioni locali e della questione nazionale.
Fin dal febbraio 1861 il governo imperiale aveva emanato una patente che riduceva l'autonomia delle singole Diete, con la finalità di procedere ad una centralizzazione e germanizzazione dell'amministrazione dell'impero. La decisione provocò reazioni a Trieste, da cui provenne la richiesta di garantire l'autonomia della città, di cui si rimarcava il carattere etnicamente italiano.
Tale politica centralista venne accompagnata, soprattutto a seguito della terza guerra di indipendenza del 1866 e, in generale, del processo di creazione dello stato italiano, da una generale diffidenza o ostilità nei confronti delle popolazioni etnicamente italiane presenti nell'Impero e della loro fedeltà verso lo Stato austriaco e la dinastia asburgica: «Le vicende del 1866 tuttavia rafforzarono in molti ambienti politici austriaci (fra i vertici militari, nell'aristocrazia conservatrice e nella famiglia imperiale) il vecchio sospetto sull'infedeltà e la pericolosità dell'elemento italiano e italofilo per l'Impero. […] Dopo il 1866 la diffidenza dei settori conservatori della classe dirigente asburgica verso gli italiani d'Austria cominciò a tradursi in deliberata ostilità.»
L'imperatore Francesco Giuseppe, nel suo Consiglio della Corona del 12 novembre 1866, pochi mesi dopo il termine della Terza guerra d'indipendenza italiana e relativa annessione del Veneto e della massima parte del Friuli al Regno d'Italia, impose una politica tesa a « [...] germanizzare e slavizzare con la massima energia e senza scrupolo alcuno...» tutte le regioni italiane ancora facenti parte del suo impero: Trentino, Dalmazia, Venezia Giulia.
Il verbale recita testualmente: «Sua Maestà ha espresso il preciso ordine che si agisca in modo deciso contro l'influenza degli elementi italiani ancora presenti in alcune regioni della Corona e, occupando opportunamente i posti degli impiegati pubblici, giudiziari, dei maestri come pure con l'influenza della stampa, si operi nel Tirolo del Sud, in Dalmazia e sul Litorale per la germanizzazione e la slavizzazione di detti territori a seconda delle circostanze, con energia e senza riguardo alcuno».
Il verbale del Consiglio dei Ministri asburgico del 12 novembre 1866, con le direttive di "germanizzare e slavizzare", è ben conosciuto dagli storici, che lo hanno frequentemente citato nelle loro opere. Esso è riportato da numerosi saggi indipendenti fra loro, compiuti da studiosi di varie nazionalità ed in anni diversi, che ne hanno fornito diverse interpretazioni sui possibili esiti ed applicazioni.
.
Scrive lo storico Luciano Monzali: «I verbali del Consiglio dei ministri asburgico della fine del 1866 mostrano l'intensità dell'ostilità antitaliana dell'imperatore e la natura delle sue direttive politiche a tale riguardo. Francesco Giuseppe si convertì pienamente all'idea della generale infedeltà dell'elemento italiano e italofono verso la dinastia asburgica: in sede di Consiglio dei Ministri, il 2 novembre 1866, egli diede l'ordine tassativo di opporsi in modo risolutivo all'influsso dell'elemento italiano ancora presente in alcuni Kronländer, e di mirare alla germanizzazione o slavizzazione, a seconda delle circostanze, delle zone in questione con tutte le energie e senza alcun riguardo […]Tutte le autorità centrali ebbero l'ordine di procedere sistematicamente in tal senso. Questi sentimenti antitaliani espressi dall'imperatore, che avrebbero avuto pesanti conseguenze politiche […] negli anni successivi, erano anche particolarmente forti nell'esercito, che aveva combattuto molte guerre in Italia ed era desideroso di rivalsa: considerato il ruolo preponderante dei militari […], ciò era estremamente pericoloso.»
Fu così progettato e sviluppato il « [...] piano della classe dirigente conservatrice austriaca di intraprendere una politica di concessioni alle nazionalità slave, ritenute più fedeli all'Impero e ben disposte ad accettare il potere dominante dell'imperatore e dell'aristocrazia asburgica.»
La perdita della massima parte del Friuli e soprattutto del Veneto (con i loro porti ed il personale marittimo qualificato), accrebbe ulteriormente l'importanza economica e strategica di Trieste per l'impero, che aveva nella città giuliana il principale suo sbocco marittimo e commerciale, spingendo lo stato centrale a prestare particolari attenzioni al suo sviluppo ed al potenziamento delle sue infrastrutture. Tale politica, inaugurata dall'Austria subito dopo la terza guerra di indipendenza, si ispirò alle scelte tradizionali, seguite sin dall'inizio del secolo XVIII, di favorire le potenzialità insite nella collocazione geografica di Trieste, posta all'incirca nel punto d'incontro fra le linee di comunicazione convergenti dall'Italia, dalla Mitteleuropa e dai Balcani.
Si ebbe cura dell'apparato stradale e ferroviario che muoveva dall'ampio entroterra in direzione della città e del porto, per poter garantire nel miglior modo possibile la circolazione delle merci e degli uomini nella duplice direzione d'ingresso ed uscita. L'attenzione nei confronti della città da parte del governo centrale s'espresse anche nella scelta dei Luogotenenti imperiali, che furono abitualmente selezionati fra personalità di rilievo.
Al tradizionale settore marittimo, ossia commerciale, si affiancò progressivamente anche quello industriale, che ricevette impulso dalla politica di armamento navale promossa dal governo imperiale a partire dalla fine del XIX secolo in competizione col vicino regno d'Italia e nella prospettiva d'una espansione balcanica. I massicci investimenti destinati al riarmo navale dal governo privilegiarono proprio Trieste, che aveva le strutture materiali ed il personale adeguati per realizzare le opere progettate. Il risultato fu che l'industria triestina, specie in settori come quello siderurgico e nella cantieristica in senso stretto, conobbe una grande espansione. A questa parziale metamorfosi dell'assetto economico cittadino contribuì anche la decisione presa dalle autorità imperiale nel 1891 di restringere le tradizionali franchigie doganali (risalenti in pratica fin dal lontano 1719, data della concessione del cosiddetto porto franco) alla sola area portuale e non più all'intera città.
Trieste era inoltre un centro finanziario ed amministrativo rilevante, sia per i capitali che s'accumulavano con il commercio o che affluivano da investitori stranieri, sia perché era divenuta sede già nel 1850 dell'istituzione del cosiddetto Governo centrale marittimo. Si trattava di un organo chiamato a disciplinare e controllare nell'unità amministrativa del Litorale austriaco le attività legate al commercio nei suoi vari aspetti.

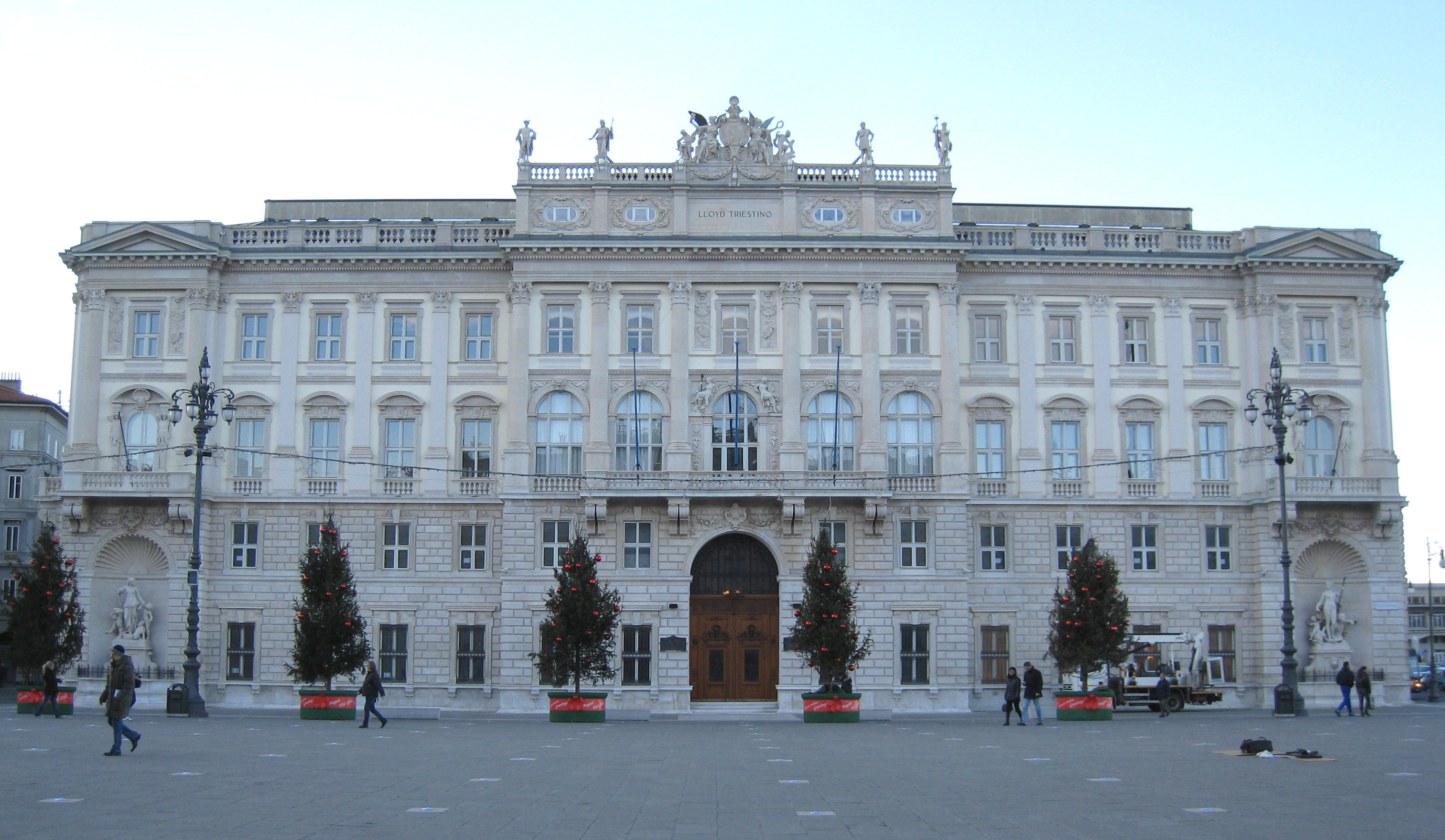
La sede storica del Lloyd Triestino, ora sede della Regione Friuli Venezia Giulia.

Un rilevante tramite fra Vienna e Trieste era costituito dal Lloyd. Difatti due settori cruciali dell'economia triestina, quelli della navigazione e delle assicurazioni, avevano un punto di riferimento importante nel Lloyd austriaco, poiché esso rappresentava la società capace di collegare fra loro capitale pubblico e privato, nonché imprenditoria viennese e triestina.
Trieste conobbe pertanto, nei decenni finali dell'Ottocento e nei primi anni del Novecento, un grande sviluppo economico, favorito da una serie di condizioni: il contesto storico costituito dallo slancio dell'economia europea e dall'intensità dei traffici marittimi mondiali che, dopo l'apertura del canale di Suez, vissero la loro epoca aurea; la presenza di un tessuto urbano attivo e mediamente qualificato; gli investimenti pubblici e gli stretti legami commerciali con un esteso entroterra mitteleuropeo propiziati dalla rete di infrastrutture.
Tensioni e contrasti politici, sia interni a Trieste, sia fra il comune triestino ed il governo centrale, si ebbero negli anni in cui il principe Konrad di Hohenlohe fu governatore imperiale della regione (dal 1904 al 1915), poiché egli era un sostenitore del cosiddetto trialismo e seguiva una politica filoslava. Il trialismo era un progetto politico sostenuto dall'arciduca Francesco Ferdinando d'Asburgo-Este (erede al trono designato di Francesco Giuseppe e di fatto reggente, all'epoca, data la tarda età dell'imperatore), che si proponeva di creare un terzo regno nell'impero, accanto a quelli d'Austria e d'Ungheria: la Slavia danubiana, che avrebbe dovuto includere anche Trieste e il Litorale austriaco.. Era infatti volontà del governo austriaco « [...] indebolire i poteri e la forza politica ed economica del comune di Trieste controllato dai nazionali-liberali italiani, ritenendolo giustamente il cuore del liberalismo nazionale in Austria e delle tendenze irredentiste». Questo prevedeva anche la recisione degli « [...] stretti rapporti politici, culturali e sociali fra i liberali triestini e l'Italia.».

#### La questione scolastica
Una questione che suscitò forte interesse e talora grandi passioni fu quella scolastica, poiché l'insegnamento era visto come una forma essenziale di trasmissione e conservazione della cultura nazionale. Il sistema educativo imperiale era piuttosto complesso e differenziato, poiché destinato ad una molteplicità di etnie racchiuse in un medesimo stato. Semplificando per brevità, si può presentare la seguente distinzione per la città di Trieste nel periodo in esame: esistevano le scuole primarie in cui l'insegnamento era tenuto nella lingua familiare (la lingua paterna ovvero materna) o meglio nella cosiddetta lingua d'uso adoperata abitualmente dagli studenti, ma che prevedevano comunque l'obbligo del tedesco come seconda lingua; esistevano poi scuole secondarie, che a Trieste avevano come lingua d'insegnamento o quella usata dalla maggioranza della popolazione e dal ceto colto e degli affari (l'italiano) oppure la lingua ufficiale ed amministrativa dell'impero (il tedesco). La complessità era accresciuta dall'esistenza di scuole statali e comunali, di istituti con sezioni parallele con diversa lingua di insegnamento ed ancora dal notevole numero di ore dedicate in alcuni istituti a determinate lingue (italiano, tedesco, sloveno), ma come materia d'apprendimento anziché quale lingua d'istruzione.
Le autorità imperiali cercarono di diffondere il più possibile l'insegnamento in lingua tedesca ed, in parte, anche slovena. Gli stessi libri di testo furono sottoposti a rigide forme di censura, con esiti anche paradossali come, in alcuni casi, lo studio della letteratura italiana su testi tradotti dal tedesco o la proibizione di studiare la stessa storia di Trieste, perché ritenuta "troppo italiana". Per tali ragioni la Lega Nazionale italiana ebbe, fra i suoi obiettivi principali, la promozione di istituti scolastici ed educativi destinati alla difesa culturale del gruppo etnico italiano.
A Trieste, tra il 10 e il 12 luglio 1868, vi furono manifestazioni a favore della libertà d'insegnamento successive a una petizione firmata da 5.858 cittadini e presentata all'Inclito Consiglio della città, in cui si richiedeva il diritto di usare la lingua italiana nelle scuole statali. Tali manifestazioni degenerarono in scontri e violenze nelle principali strade cittadine, con gli sloveni locali arruolati fra i soldati asburgici, che provocarono la morte dello studente Rodolfo Parisi, ucciso con 26 colpi di baionetta e di due operai Francesco Sussa e Niccolò Zecchia. A testimonianza del carattere acceso assunto dalla questione scolastica, va ricordato che si ebbero ancora altri violenti scontri. Nel 1914 vi fu un modesto tafferuglio presso la Scuola Superiore di Commercio Pasquale Revoltella fra studenti italiani e slavi, legato ad una questione linguistica. La società universitaria slovena Balcan decise d'intervenire, in teoria in segno di protesta, cosicché pochi giorni più tardi (13 marzo del 1914) vi furono altri scontri, di una gravità ben superiore ai precedenti, che provocarono la morte di uno studente italiano colpito da una pallottola nel corso di una sparatoria.
Altro punto della questione scolastica che provocò duri contrasti fu la richiesta di consentire la istituzione di una università in lingua italiana a Trieste. La domanda era stata avanzata sin dal 1848 ed era divenuta più pressante dopo il 1866, giacché gli studenti triestini (ed in generale gli Italiani che erano sudditi di Vienna) vedevano ora frapporsi la frontiera fra loro e l'università italiana di Padova, in cui in precedenza era soliti recarsi a studiare. Lo stato centrale austriaco riconosceva in linea di principio la legittimità della richiesta di istituire un'università italiana a Trieste, ma negava la concessione sia per il timore di scontentare il gruppo sloveno o di vederlo avanzare una richiesta analoga, sia perché prevedeva che un centro culturale e di studi di tale tipo avrebbe finito col rafforzare l'irredentismo italiano.

#### La questione lavorativa
Il grande centro urbano, industriale e commerciale di Trieste attirava un intenso movimento migratorio dalle regioni vicine, sia dell'impero, sia dello stato italiano. Giungevano così nella città triestina immigrati di molte nazionalità, fra cui principalmente Italiani e Slavi del sud. Sorsero all'epoca forti timori nella comunità italiana riguardo all'eventualità che l'impero favorisse l'immigrazione slava a Trieste ed al contempo sfavorisse quella italiana.
Tuttavia il movimento migratorio slavo in direzione di Trieste era determinato anzitutto da ragioni socioeconomiche, poiché dovuto “fondamentalmente a motivi di carattere economico e alla forza di attrazione esercitata sul circondario dalla città in espansione”. Gli Sloveni trovavano con più facilità lavoro in impieghi pubblici in una zona mistilingue per ragioni d'ordine linguistico ed inoltre erano sovente bene accolti dai datori di lavoro italiani in settori che andavano da quello industriale al lavoro domestico. Il Sestan puntualizza che la diffidenza delle autorità imperiali verso gli immigrati Italiani era dovuta al fatto che questi erano cittadini d'uno stato straniero.
Si deve però aggiungere, come riconosce Angelo Ara, che «senz'altro esisteva un interesse imperiale a rafforzare la componente slavo-meridionale, ritenuta più leale e "centripeta" di quella italiana»: questo atteggiamento fu, ad esempio, riconosciuto dallo stesso governatore Hohenlohe in un suo documento ufficiale. Anche il Sestan fa notare dal canto suo come le autorità austriache favorissero l'immigrazione slava dalle regioni contadine della Slovenia e della Croazia ed al contempo ostacolassero il movimento migratorio d'Italiani provenienti dal regno. Per portare un esempio specifico, la Luogotenenza imperiale cercò d'inserire nell'elenco degli scaricatori del porto di Trieste degli sloveni residenti in altri Comuni del Carso e della Carniola. Le autorità imperiali si mostravano diffidenti nei confronti degli immigrati regnicoli e ricorrevano con facilità a misure d'espulsione nei loro confronti: «la cittadinanza del regno d'Italia […] era motivo sufficiente perché le autorità austriache facessero il viso dell'arme e quando credessero opportuno, intervenissero con provvedimenti di sfratto forzoso, con i più futili pretesti; 35 mila circa sarebbero state queste espulsioni di italiani regnicoli nel decennio dal 1903 al 1913, fino cioè ai famosi decreti del luogotenente di Trieste principe Corrado di Hohenlohe». Questo contribuì ad esasperare gli animi fra i diversi gruppi etnici. Nel 1913, dopo un altro decreto del principe Hohenlohe che prevedeva espulsioni d'italiani, i nazionalisti slavi suoi sostenitori tennero un pubblico comizio contro l'Italia, per poi svolgere una manifestazione al grido di “Viva Hohenlohe! Abbasso l'Italia!”, tentando poi di assaltare lo stesso Consolato italiano.
Il più rapido accrescersi della componente slava a Trieste ad inizio del XX secolo era quindi dovuto sia a ragioni socioeconomiche, sia alla politica dell'impero e di Hohenlohe (simpatizzante per le posizioni trialistiche di cui sopra si è detto). La conseguenza comunque era che la città triestina vedeva così erodere la propria italianità dal movimento d'immigrazione slavo, senza poter da sola crescere demograficamente in modo corrispettivo. I timori della comunità italiana di Trieste erano ad inizio Novecento accresciuti dalla conoscenza di quanto era avvenuto in Dalmazia, con “il calo dell'italianità dalmata” che è “percepito drammaticamente dagli altri adriatici e soprattutto dai triestini, che lo attribuiscono all'aggressivo espansionismo slavo-meridionale e all'intervento governativo”, cosicché vedono nella situazione della Dalmazia "quasi l'anticipazione di quello che in futuro avrebbe potuto verificarsi a Trieste”.
Accanto ai problemi etnici, agli inizi del XX secolo la classe operaia triestina dovette iniziare a lottare per migliorare non solo le condizioni lavorative, ma anche quelle salariali. Emblematico fu il caso dei fuochisti dell'Österreichischer Lloyd che nel febbraio 1902 intrapresero uno sciopero dopoché la compagnia si era rifiutata di venire incontro alle loro richieste. Nonostante la protesta si fosse allargata ad altre categorie di lavoratori triestini, coinvolgendo di fatto tutta la città, la compagnia rimase ferma sulle sue posizioni. Il 15 febbraio, alla notizia della volontà del Lloyd di rimettersi al giudizio di un collegio arbitrale un corteo di 3000 manifestanti, dopo aver partecipato ad un comizio dei socialisti al Politeama Rossetti, si diresse verso il centro per festeggiare. Una volta giunti in piazza della Borsa il corteo in festa fu fermato dagli uomini della 55ª brigata di fanteria agli ordini del generale Franz Conrad von Hötzendorf che spararono ad altezza uomo e caricarono alla baionetta. Restarono uccisi 14 manifestanti ed oltre 200 furono i feriti. Nei giorni seguenti il collegio arbitrale accolse due delle tre richieste fatte dai fuochisti al Lloyd.

#### I contrasti nazionali
Le vicende politiche e le lotte nazionali di Trieste nel periodo compreso fra il 1861 ed il 1918 sono state oggetto di una amplissima serie di studi da parte di storici di diverse nazionalità. Le interpretazioni e le visioni storiografiche di questo periodo non sono sempre coincidenti fra loro ed il dibattito permane aperto, quantomeno sotto una serie d'aspetti e problematiche. Appare comunque innegabile che fu un sessantennio segnato da forti tensioni.
Ernesto Sestan mette in evidenza, in tale periodo, la duplice azione di difesa svolta dalla popolazione di lingua italiana, sia in relazione al centralismo burocratico viennese, sia nei confronti della diffusione dello slavismo. I due fenomeni, infatti, soprattutto durante il ministero Taaffe (1879-1893) furono talora concomitanti, dal momento che il governo centrale riteneva più affidabili le popolazioni slave. Al tempo era infatti largamente diffuso il cosiddetto austroslavismo, una corrente politica tramite la quale le popolazioni di lingua slava si prefiggevano il conseguimento dei propri obiettivi nazionali all'interno del regime asburgico e con la sua stessa collaborazione.

### L'irredentismo e la Grande guerra
Trieste fu, con Trento, oggetto e al tempo stesso centro di irredentismo, movimento che, negli ultimi decenni del XIX secolo e agli inizi del XX aspirava ad un'annessione della città all'Italia. Ad alimentare l'irredentismo triestino erano soprattutto le classi borghesi in ascesa (ivi compresa la facoltosa colonia ebraica), le cui potenzialità ed aspirazioni politiche non trovavano pieno soddisfacimento all'interno dell'Impero austro-ungarico. Dal canto suo, come si è già indicato, il gruppo etnico sloveno era nella città triestina agli inizi del Novecento in piena ascesa demografica, sociale ed economica, e, secondo il discusso censimento del 1910, costituiva circa la quarta parte dell'intera popolazione. L'irredentismo assunse pertanto, nella città giuliana, dei caratteri spesso marcatamente anti-slavi che vennero incarnati dalla figura di Ruggero Timeus
Primo esponente di tale movimento è considerato il triestino Wilhelm Oberdank, poi italianizzato in Guglielmo Oberdan, che, per aver ordito un complotto per uccidere l'imperatore d'Austria Francesco Giuseppe e trovato in possesso di due bombe orsini, fu processato ed impiccato nella sua città natale il 20 dicembre 1882. Vicina al movimento irredentista italiano e percepita come tale dalle autorità austriache, fu la già citata Lega Nazionale, massima organizzazione triestina di carattere privato del tempo, che arrivò a contare 11.569 soci nel 1912. Il 23 maggio 1915, alla notizia della dichiarazione di guerra dell'Italia all'Austria-Ungheria, vennero incendiati da dimostranti filoaustriaci, oltre alla sede della Lega Nazionale, il Palazzo Tonello dove si trovava la redazione del quotidiano irredentista Il Piccolo e l'edificio della Ginnastica Triestina, associazione sportiva irredentista.
Allo scoppio della prima guerra mondiale, 128 triestini si rifiutarono di combattere sotto le bandiere austro-ungariche e, subito dopo l'entrata in guerra dell'Italia contro gli Imperi centrali, si arruolarono nel regio esercito. Fra i volontari che persero la vita nel corso del conflitto, si ricordano gli scrittori e intellettuali Scipio Slataper, Ruggero Timeus e Carlo Stuparich, fratello del più noto Giani. Particolarmente attivi sul fronte delle idee e della propaganda furono i fuoriusciti triestini in Italia e Francia, dove ebbero un ruolo di primaria importanza nella fondazione, a Roma, di un Comitato centrale di propaganda dell'Alto Adriatico (1916) e, a Parigi, dell'associazione Italia irredenta. Tutti i membri degli organi direttivi del Comitato erano triestini, ad eccezione del dalmata Alessandro Dudan. Tra 1915 e 1917 l'aviazione italiana bombardò la città in numerose occasioni, causando numerose vittime tra la popolazione civile.
Secondo una calcolo di stima, invece, i cittadini del Litorale Austriaco di lingua italiana arruolati con la divisa dell'impero austro-ungarico furono, dal 1914 al 1918, circa 50 000
Il 3 novembre 1918 le truppe italiane entrarono a Trieste, dopo aver atteso che le truppe austriache lasciassero la città.

### Annessione all'Italia
In quello stesso mese di novembre (1918), al termine della prima guerra mondiale, Trieste fu occupata dal Regio Esercito, sotto il comando del generale Carlo Petitti di Roreto. L'annessione formale della città e della Venezia Giulia al Regno d'Italia avvenne però solo il 12 novembre 1920 con il trattato di Rapallo. Con l'annessione, l'importanza della metropoli giuliana venne alquanto ridimensionata: Trieste si trovò ad essere città di confine con un hinterland molto più limitato che in passato. Il suo porto aveva inoltre perduto il potenziale bacino di utenza che ne aveva determinato lo sviluppo e che era costituito dall'intero Impero austro-ungarico, entità statuale dissoltasi definitivamente. Per ovviare almeno parzialmente a tale situazione lo stato italiano mise in atto nei confronti della città e della sua provincia una politica di economia assistita che, avviata dall'ultimo governo di Giovanni Giolitti (1920-1921), si protrasse durante tutto il periodo fascista (1922-1943). Lo sforzo maggiore venne fatto nel settore industriale, che, nelle intenzioni dei legislatori, avrebbe dovuto sostituire il porto e le attività commerciali ad esso legate, come volano dell'economia triestina.

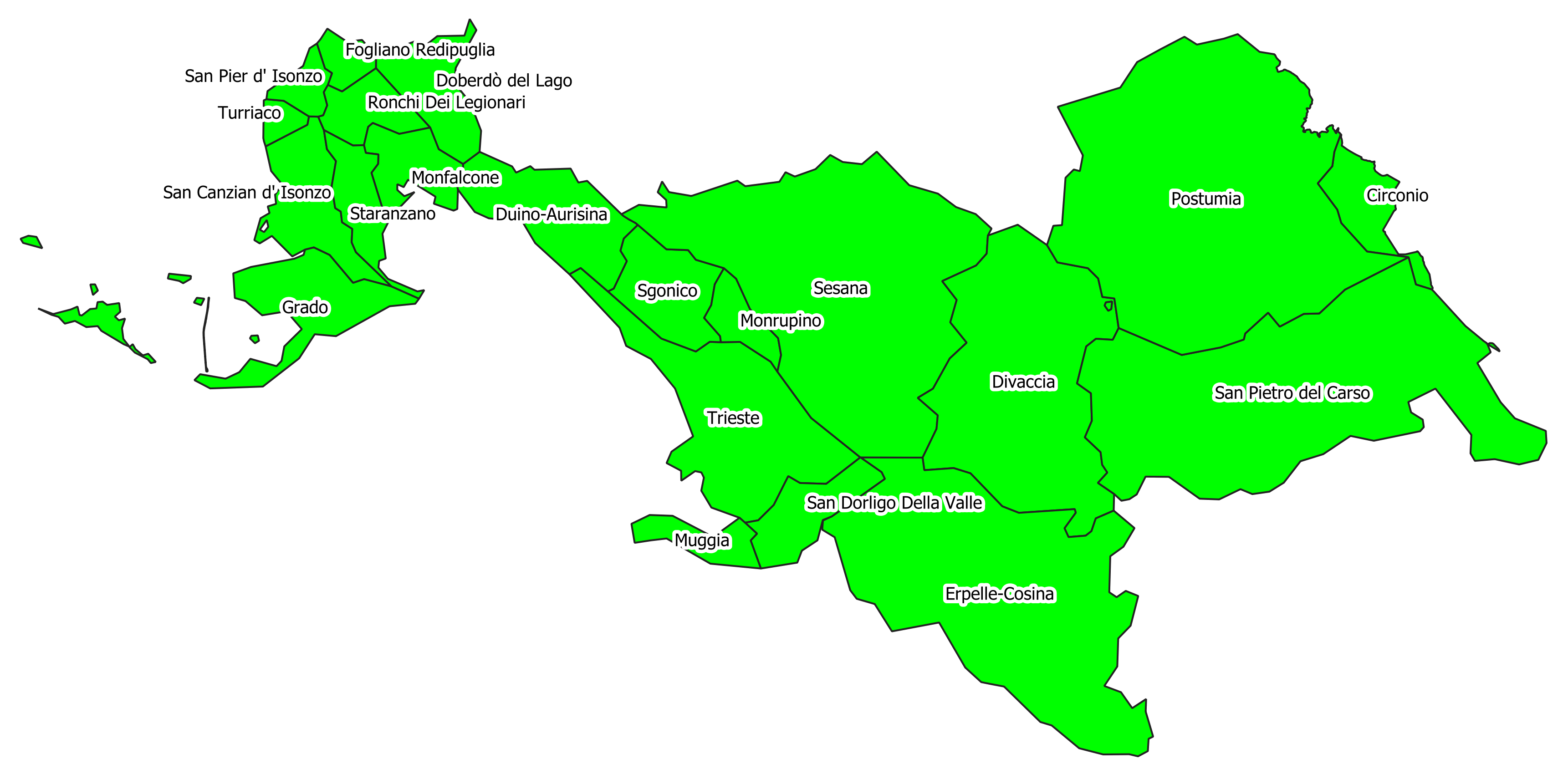
Provincia di Trieste nel periodo 1922-1947; i confini riportati non corrispondono a quelli dell'epoca poiché sono state utilizzate le divisioni amministrative attuali.

Nel 1923 la città di Trieste fu scelta come capoluogo della provincia di Trieste:
È istituita la provincia di Trieste, con capoluogo Trieste.
Essa avrà i seguenti circondari:
1° circondario di Trieste, col territorio dei distretti giudiziari di Trieste, Sesana e Monfalcone, col territorio dei comuni di Malchina, Slivia, San Pelagio, Aurisina, Grado e con quello della frazione di Isola Morosini che passa a far parte del comune di San Canzian d’Isonzo;
2° circondario di Postumia, con il territorio dei distretti giudiziari di Postumia e Senosecchia, e con il territorio del comune di Caccia.

Art. 3.
I comuni di Muggia e San Dorligo della Valle (Dolina), che attualmente fanno parte del territorio del distretto giudiziario di Capodistria, passano al distretto giudiziario di Trieste,...»
(Articolo 2 ed articolo 3 del Regio decreto n. 53 del 18 gennaio 1923)

## Il fascismo
Lo sviluppo del fascismo a Trieste fu precoce e rapido. Nel maggio 1920 si costituirono in città le prime Squadre volontarie di difesa cittadina, nuclei di squadristi fascisti al comando dell'ufficiale di marina Ettore Benvenuti. L'11 giugno arditi di un reggimento d'assalto in attesa dell'imbarco per l'Albania percorsero le vie centrali della città inneggiando alla rivoluzione ed usando le armi contro gli ufficiali. Solo a tarda notte l'insubordinazione rientrò, con un bilancio di due morti e diversi feriti. Sempre in giugno veniva aperta la sede dell'Avanguardia studentesca triestina, anch'essa di chiara ispirazione fascista. In tali organizzazioni vennero reclutati gli squadristi che, il 13 luglio 1920, capitanati da Francesco Giunta, incendiarono l'Hotel Balkan, nel corso di una manifestazione antislava, convocata dai fascisti triestini cogliendo a pretesto i morti degli incidenti di Spalato. Durante i disordini, furono gli stessi squadristi ad appiccare fuoco all'edificio, mostrando « [...] con le fiamme...che ben si possono scorgere da diversi punti della città, la forza del fascismo in attesa»

Il Narodni dom in fiamme il 13 luglio 1920

Nel dicembre 1920 il fascismo apriva in città un suo giornale, Il popolo di Trieste che iniziò a propagare l'idea che il crollo del decrepito e anacronistico Impero austro-ungarico offriva finalmente la possibilità, ai triestini e ai giuliani in generale, di svolgere una funzione importante nell'Adriatico e nei Balcani, in chiave imperialista. Sensibili a tale richiamo furono «industriali in pericolo, borghesi dall'avvenire incerto, ufficiali smobilitati, studenti inquieti, popolani ambiziosi» Le elezioni del 1921 videro a Trieste una notevole affermazione della coalizione fascista (il Blocco italiano) che ottenne circa il 45% dei voti totali. Non c'è pertanto da stupirsi se, all'indomani della marcia su Roma (28 ottobre 1922) l'occupazione di alcuni edifici pubblici della città da parte degli squadristi locali, capitanati da Francesco Giunta, avvenne con il beneplacito delle autorità. Qualche giorno più tardi sfilò per le vie di Trieste un corteo di fascisti, accompagnati da un reparto di "cavalleria fascista". Era iniziato, anche per la città giuliana, il ventennio nero. A seguito delle fiamme seguirono varie esplosioni, probabilmente dovute a un deposito di armi presente nel Balkan.
Con l'avvento del fascismo fu inaugurata, a Trieste e in Venezia Giulia, una politica di snazionalizzazione delle minoranze cosiddette allogene. A partire dalla metà degli anni venti si diede l'avvio all'italianizzazione dei toponimi e dei cognomi, nel 1929 l'insegnamento in sloveno e in altre lingue slave fu definitivamente bandito da tutte le scuole pubbliche cittadine di ogni ordine e grado e, poco più tardi, furono sciolte tutte le organizzazioni slovene. L'obiettivo era quello di assimilare forzosamente i gruppi etnici minoritari in spregio alla propria cultura e tradizioni. Tale politica, unitamente alle azioni antislave degli squadristi, spesso costellate da morti e da feriti, ebbero gravissime ripercussioni sui delicati rapporti interetnici. Le organizzazioni indipendentiste e terroriste slovene, fra cui il TIGR e la Borba, reagirono agli assassinii perpetrati dai fascisti con altrettanta brutalità: si moltiplicarono gli atti di resistenza armata e si verificarono azioni violente contro gli esponenti del regime fascista e i membri delle forze dell'ordine o, in alcuni casi, anche contro semplici cittadini.

Trieste, piazza dell'Unità in occasione della visita di Benito Mussolini il 18 settembre 1938 durante la quale venne annunciato per la prima volta il contenuto delle leggi razziali fasciste

Nel 1930 si produssero a Trieste due attentati ad opera del TIGR: quello al Faro della Vittoria e, ben più grave, quello alla redazione de Il Popolo di Trieste, che causò la morte dello stenografo Guido Neri e il ferimento di tre persone. Le autorità di polizia procedettero quindi ad una vasta azione investigativa, debellando le cellule di resistenza: gli accusati (tutti sloveni) di vari crimini comprendenti - oltre agli attentati dinamitardi - anche una serie di omicidi, tentati omicidi ed incendi, vennero quindi processati dal Tribunale speciale per la difesa dello Stato (1926-1943) traslato per l'occasione da Roma a Trieste (primo processo di Trieste). Il processo si concluse con una condanna esemplare: a quattro imputati fu inflitta la pena di morte (Ferdo Bidovec, Fran Marušič, Zvonimir Miloš e Alojzij Valenčič) e furono fucilati a Basovizza il 6 settembre 1930, ad altri dodici vennero inflitte varie pene detentive variabili fra due anni e sei mesi e trent'anni. Due vennero assolti.
Nel dicembre 1941, a guerra già iniziata, fu celebrato, sempre a Trieste, un secondo processo dal Tribunale speciale per la Difesa dello Stato contro nove membri del TIGR (sloveni e croati) che furono accusati di terrorismo e spionaggio. Cinque di loro (Pinko Tomažič, Viktor Bobek, Ivan Ivančič, Simon Kos e Ivan Vadnal) furono giustiziati a Opicina, gli altri imprigionati. Con questo secondo processo l'organizzazione terrorista (antifascista) venne per sempre annientata.
L'entrata in guerra dell'Italia a fianco della Germania nazista, nel giugno 1940, comportò per Trieste, come per il resto d'Italia, lutti e disagi di ogni tipo, che si acuirono negli anni successivi, con il protrarsi del conflitto. L'aggressione italo-tedesca alla Jugoslavia, nella primavera del 1941, riaccese inoltre la resistenza slovena e croata in Venezia Giulia, soprattutto a partire dal 1942. Gli eventi bellici, e, in taluni casi, una deliberata politica terroristica delle truppe di occupazione tedesche e italiane nei confronti delle popolazioni slovene e croate soggette al loro dominio (villaggi bruciati, decimazioni, uccisioni indiscriminate di civili), unitamente all'apertura di campi di concentramento per slavi nello stesso territorio italiano in cui persero la vita migliaia di innocenti, approfondirono ulteriormente il solco d'odio interetnico che il fascismo aveva contribuito ampiamente a creare. Tale odio non fu estraneo alla tragedia che sarebbe stata vissuta dalla città di Trieste e dall'intera Venezia Giulia durante e dopo la seconda guerra mondiale.

Fin dall'estate del 1942 si ebbe una recrudescenza della violenza squadrista nella città giuliana che si protrasse fino alla caduta del Regime (25 luglio 1943). Il segretario del fascio locale, il moderato Gustavo Piva, fu sostituito dal fascista oltranzista Giovanni Spangaro, che godeva dell'incondizionato appoggio, a Roma, dal segretario generale del PNF, il triestino Aldo Vidussoni. Violenze contro slavi e antifascisti italiani si intensificarono sia a Trieste che nella sua provincia, talvolta con conseguenze mortali (a Cossana due contadini vennero trucidati). Il 30 giugno 1942 si costituì a Trieste un Centro per lo studio del problema ebraico, su imitazione di quello romano, e il 18 luglio successivo fu assalita e danneggiata gravemente la sinagoga, già presa di mira un anno prima. Nei mesi che seguirono i fascisti devastarono anche molti negozi di ebrei e slavi, senza però riuscir mai a coinvolgere in tali azioni di teppismo politico la cittadinanza triestina, stanca delle violenze squadriste. 

La “Banda Collotti” era un reparto di polizia ausiliaria all’interno dell’Ispettorato speciale di pubblica sicurezza per la Venezia Giulia con sede a Trieste. Si distinse per l'efferatezza dei metodi, con l'uso sistematico della tortura negli interrogatori degli antifascisti italiani e slavi catturati.
Al centro dell'immagine Gaetano Collotti

Nel 1942 iniziò a funzionare anche l'Ispettorato Speciale di Pubblica Sicurezza per la Venezia Giulia con sede in una palazzina di via Bellosguardo, che ben presto si convertì in un luogo di torture e di morte per antifascisti o supposti tali. Conosciuta come Villa Triste, fu l'antesignana di tante altre Ville Tristi italiane che da essa presero il nome.
(Claudia Cernigoi, La "Banda Collotti")

## L'occupazione tedesca
Pochi giorni dopo l'armistizio di Cassibile (i cui contenuti furono diffusi per radio l'8 settembre 1943) Trieste fu occupata dalle truppe tedesche. Pur non essendo formalmente annessa al Terzo Reich, entrò a far parte della Zona d'operazioni del Litorale adriatico, che comprendeva le province di Trieste, Gorizia, Pola, Fiume, Udine e Lubiana con a capo il gauleiter austriaco Friedrich Rainer. Reiner nominò podestà della città Cesare Pagnini, mentre come prefetto della provincia di Trieste scelse Bruno Coceani. Entrambi i personaggi erano graditi alle autorità della RSI e allo stesso Benito Mussolini, che conosceva personalmente Coceani fin dagli anni venti. Attriti e tensioni costanti vi furono invece con i fascisti locali che si videro estromessi dall'amministrazione della città e della provincia.. Per non creare una spaccatura con le autorità italiane, i tedeschi autorizzarono la locale federazione del PFR di costituire proprie formazioni paramilitari e una propria polizia segreta da impiegare nella lotta anti-partigiana. Lo stesso Rainer permise in città la ricostituzione di una sede del PFR, diretta dal federale Bruno Sambo, la presenza di un modesto contingente di militari italiani al comando del generale della GNR Giovanni Esposito e l'insediamento di un reparto della Guardia di Finanza.
(Il Litorale Adriatico, Fondazione Memoria della Deportazione - Biblioteca archivio Pina e Aldo Ravelli)
La Risiera di San Sabba fu un campo di concentramento istituito dagli occupatori tedeschi a Trieste fu l’unico campo di concentramento nazista su suolo italiano ad essere dotato di un forno crematorio.
Durante l'occupazione i nazisti trasformarono lo stabilimento per la pilatura di riso a San Sabba, in campo di prigionia e di smistamento per gli ebrei da deportare in Germania e Polonia e campo di detenzione, tortura ed eliminazione dei prigionieri sospettati di attività sovversiva nei confronti del regime nazista e di ebrei considerati “non trasportabili”, in cui, secondo le stime emerse dal processo della Risiera svoltosi nel 1976, trovarono la morte tra le 2 e le 4 mila persone.

(Tristano Matta)
Nello stesso tempo si intensificò a Trieste e sul Carso triestino l'attività del movimento partigiano jugoslavo che operava in modo da destabilizzare il regime di occupazione.

La reazione dei tedeschi e dei collaborazionisti italiani non si fece attendere: rastrellamenti, perquisizioni e anche decimazioni funestarono la città giuliana e i centri limitrofi.

La più vasta operazione di rastrellamento nel circondario di Trieste, denominata operazione Castoro (Unternehmen Biber), fu eseguita il 27 febbraio 1944; nell’ambito di tale operazione i reparti tedeschi prelevarono dai villaggi sloveni del Carso triestino circa 670 uomini dai 15 ai 65 anni e li inviarono ai lavori forzati nelle fabbriche e nelle campagne della Baviera.
Nell'aprile del 1944 a Trieste, a seguito di un attentato che aveva provocato la morte di 7 militari tedeschi in un locale di Opicina, furono fucilati 71 cittadini di etnia sia italiana che slava; pochi giorni più tardi, il 23 aprile 1944, a causa di un altro attentato, ne vennero uccisi per impiccagione altri 52 nella mensa del Palazzo Rittmayer in via Ghega a Trieste.
Al clima di incertezza e repressione si aggiunsero i bombardamenti statunitensi e britannici che ripetutamente, fra l'aprile 1944 e il febbraio 1945, presero di mira Trieste. Danni e devastazioni si produssero non solo nelle strutture portuali, nella raffineria di petrolio e nei cantieri navali ma anche in città. Numerosi edifici residenziali furono rasi al suolo e molti altri riportarono danni di varia entità. Pesante il numero delle vittime su cui si possono fare solo delle stime approssimative (con ogni probabilità circa un migliaio per l'intero comune). Terrificante fu l'incursione aerea del 10 giugno 1944 che da sola provocò quasi quattrocento morti.

## La liberazione e l'occupazione jugoslava

### La liberazione di Trieste
Il 30 aprile 1945 il CLN di Trieste, comandato dal colonnello Antonio Fonda Savio, iniziò a liberare la città.
Agli assalti contro i tedeschi parteciparono, con il CLN, le Guardie di Finanza e numerosi elementi della Guardia Civica già organizzata clandestinamente dal Comitato, mentre nei rioni popolari e nelle zone periferiche erano intervenuti anche gruppi di comunisti.  Agli scontri violenti che si susseguirono nelle zone centrali, non parteciparono i nuclei partigiani controllati dal movimento sloveno che, invece, erano attivi nei rioni periferici e nel Carso.
Il Corpo Volontari della Libertà, che fa capo al CLN, opera soprattutto nel centro città e riesce ad occupare i principali edifici pubblici.
Formazioni di Unità Operaia sono attive soprattutto in periferia, nei quartieri operai e nella zona industriale.
Dopo un giorno di combattimenti, i tedeschi rimangono asserragliati in alcune postazioni fortificate mentre la città è in mano agli insorti (…) In molti casi gli antifascisti delle due parti lottano assieme e riescono così a salvare le installazioni portuali.
Il 1º maggio però sul campo arrivano le forze regolari jugoslave: a quel punto, i combattenti del 
Corpo vengono disarmati ed alcuni anche arrestati. Dal momento che non si pongono agli ordini dei comandi jugoslavi e si battono per il mantenimento della sovranità italiana, vengono considerati fomentatori di guerra civile. 
Una resistenza divora l’altra.»
(IRSRECFVG, Il confine più lungo – Le insurrezioni)
La IV Armata dell’Esercito popolare jugoslavo, alleato degli angloamericani, il IX Korpus sloveno, composto anche da triestini, e le forze partigiane già presenti in città liberarono Trieste dall’occupazione nazista nella notte fra il 30 aprile 1945 e il 1º maggio.
(Boris Gombač Atlante storico dell’Adriatico orientale, pag. 360)

### L'occupazione jugoslava
Il ritiro dei tedeschi da Trieste a causa dell’avanzamento delle truppe jugoslave, consentì a queste ultime di conquistare la città ed assumerne il pieno controllo.
  Da parte degli abitanti di lingua italiana, che costituivano la maggior parte della popolazione, l’arrivo degli jugoslavi venne considerato come una nuova occupazione.
 Da parte degli oltre 30.000 abitanti di lingua slovena l’arrivo dei militari jugoslavi veniva invece salutato come una liberazione, non solo dall’occupazione tedesca, ma anche dal fascismo e dall'invisa sovranità del Regno d’Italia. Dopo assegnazione di Trieste al Regno d’Italia, in base al trattato di Rapallo (1920) gli sloveni triestini erano stati infatti separati dal resto della popolazione slovena, residente sul territorio assegnato al regno jugoslavo, ed inoltre persero i loro diritti linguistici precedentemente concessi dall’Impero austriaco, come ad esempio quello dell’istruzione obbligatoria nella propria lingua madre, senza considerare le persecuzioni attuate nei loro confronti dal regime fascista avallato dalla monarchia italiana.

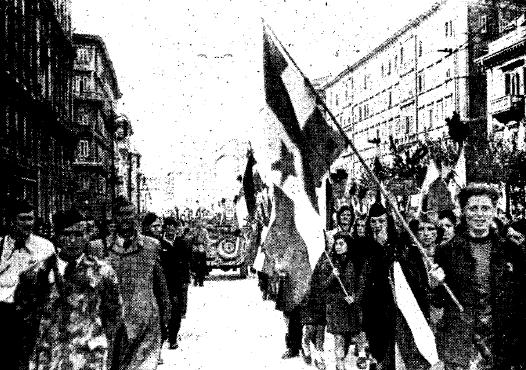
L'ingresso dell'esercito popolare jugoslavo a Trieste, 1º maggio 1945

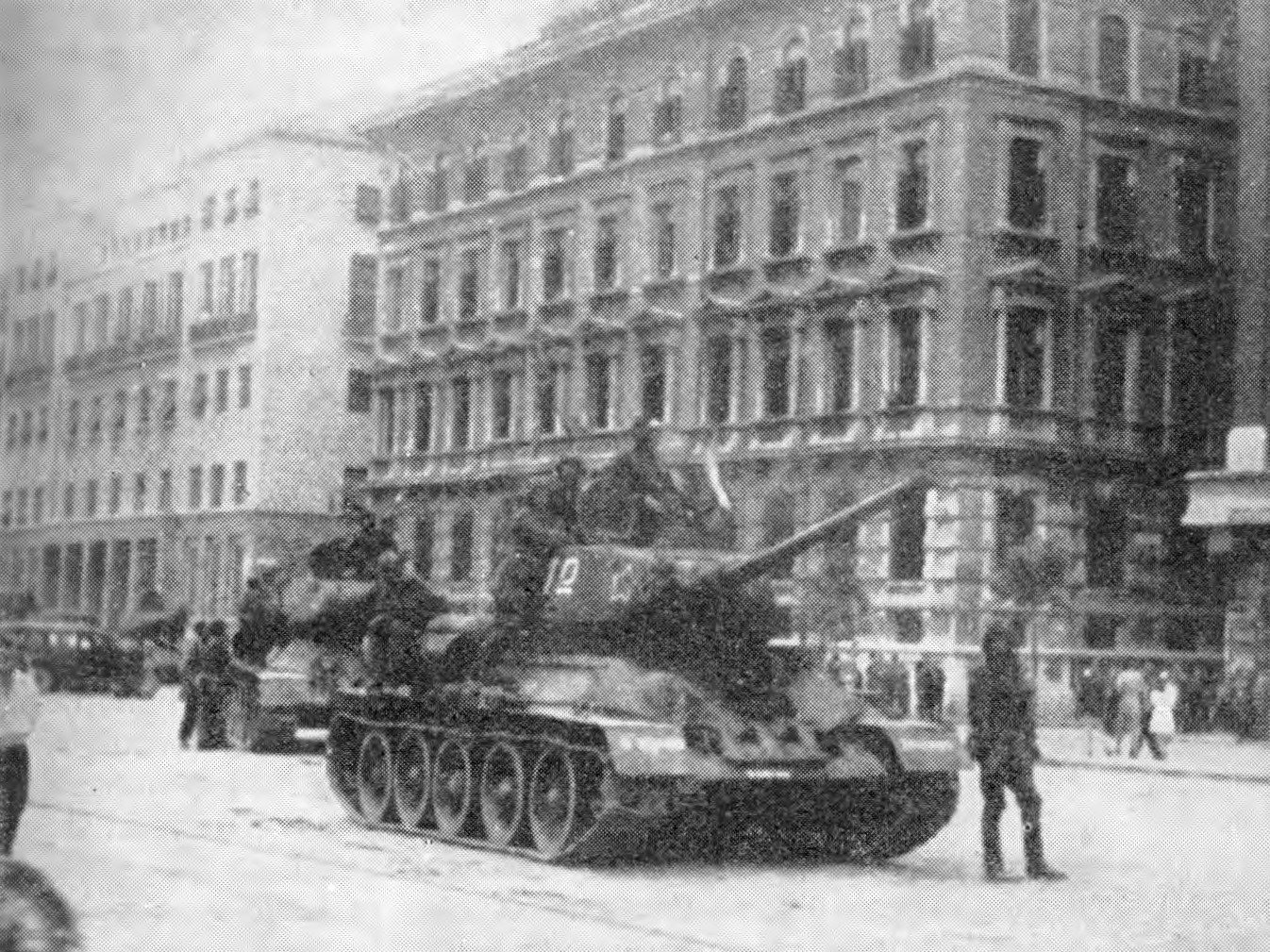
Carri T-34 della IV Armata dell'Esercito Popolare di Liberazione della Jugoslavia entrano a Trieste.

Al mattino del 1º maggio, Trieste fu raggiunta dalle prime avanguardie partigiane titine, seguite dal IX Corpus dell'esercito jugoslavo, anch'esso agli ordini di Josip Broz Tito, non presente nel teatro delle operazioni.
Il congiungimento tra gli insorti italiani e le avanguardie della IV Armata jugoslava ebbe luogo nel centro della città, verso le 9,30, fra un reparto avanzato, agli ordini del tenente Božo Mandac e il comandante partigiano Ercole Miani accompagnato da altri rappresentanti del Comitato. Gli jugoslavi avevano intenzione di attaccare gli ultimi capisaldi tedeschi, ma poche ore dopo, invece di avvalersi dell'appoggio che i partigiani italiani del CLN avevano assicurato loro, intimarono a costoro la consegna delle armi. Alcuni reparti italiani si rifiutarono di farlo e si produssero incidenti e scontri a fuoco fra questi ultimi e gli jugoslavi (a Roiano e Rozzol). Nel pomeriggio del 2 maggio entrarono a Trieste le avanguardie dei reparti corazzati neozelandesi comandati dal generale Bernard Freyberg; con il loro arrivo, gli ultimi presidi tedeschi ancora resistenti in città sospesero il fuoco e si arresero.
Le truppe jugoslave entrate a Trieste vi si stanziarono. Iniziarono così i quarantatré giorni di occupazione jugoslava della città.
Nei primi giorni di maggio venne nominato da Tito un commissario politico per Trieste, Franc Štoka, membro del partito comunista. Costui proclamò Trieste città autonoma nell'ambito della futura Repubblica Federale di Jugoslavia. Venne imposta l'esposizione della bandiera jugoslava a fianco di quella Italiana nei principali edifici pubblici e il fuso orario locale fu uniformato a quello della vicina Slovenia. Molti esponenti del CLN furono costretti a nascondersi, temendo rappresaglie, altri preferirono abbandonare clandestinamente la città. Il coprifuoco si mantenne in essere fin quasi alla fine di maggio, nonostante la guerra fosse terminata da alcune settimane.
Al quinto giorno di occupazione jugoslava, una folla esasperata scese in piazza per dimostrare in favore del ritorno di Trieste all'Italia. La manifestazione era organizzata dal CLN che intendeva costituire attorno a sé un fronte democratico unitario per richiedere agli alleati l'allontanamento dei titini dalla città. Le truppe jugoslave aprirono il fuoco sui dimostranti, uccidendone cinque. In quelle ore i neozelandesi di Freyberg non si mossero dai loro quartieri e dal porto, che avevano precedentemente occupato (insieme alle principali vie di comunicazione per l'Austria), evitando in tal modo qualsiasi motivo di frizione con i titoisti.
L'occupazione ebbe termine, in virtù degli accordi di Belgrado, solo il giorno 12 giugno 1945, allorquando le truppe jugoslave abbandonarono definitivamente Trieste.
Gli oltre quaranta giorni di presenza slava in città furono visti forse come un momento di liberazione da gran parte della comunità di etnia slovena residente a Trieste. Per la massima parte della comunità locale di lingua e di sentimenti italiani, l'occupazione jugoslava si configurò invece come un periodo di lutti e di oppressione e, come tale, sarebbe entrata per sempre nella memoria storica e nell'immaginario collettivo di tanti triestini.

## Foibe ed esuli a Trieste

Propaganda filo-jugoslava del quotidiano Il Lavoratore della sezione triestina del PCI dopo l'occupazione jugoslava di Trieste.

Fin dal settembre 1943, il controllo di territori sempre più vasti da parte dei partigiani slavi e soprattutto il rapido disfacimento dell'esercito italiano in Venezia Giulia a seguito dell'Armistizio di Cassibile, permisero le prime eliminazioni, soprattutto in Istria, ma anche nell'entroterra carsico triestino, non solo di elementi fascisti, ma anche di coloro che potenzialmente avrebbero potuto contrastare la politica filocomunista e/o i disegni egemonici sulla Venezia Giulia del maresciallo Tito (italiani soprattutto, ma anche sloveni e croati). Tali uccisioni si intensificarono negli anni successivi e raggiunsero l'apice, a Trieste, con l'entrata dell'esercito Jugoslavo in città e il controllo che esso esercitò sul territorio per circa un mese e mezzo, scarsamente contrastato dal contingente neozelandese di Freyberg.
Durante tutto il periodo di occupazione jugoslava furono effettuate dalla polizia titoista requisizioni, confische, arresti di numerosi cittadini, sospettati di nutrire scarse simpatie nei confronti della ideologia comunista o ritenuti inaffidabili per posizione sociale, censo, origini familiari e nazionalità. Fra questi vi furono soprattutto fascisti o collaborazionisti, ma anche combattenti della Guerra di liberazione, semplici lavoratori, vittime di vendette personali e di odii maturati nel corso della guerra. La massima parte degli arrestati non fece più ritorno alle proprie case. I triestini sollecitarono l'intervento degli Alleati che saltuariamente espressero proteste formali senza però ottenere risultati apprezzabili. Il generale Gentry, che condivideva con Freyberg il comando delle forze alleate presenti ebbe anche un incontro col suo omologo jugoslavo e gli fece intendere che gli Alleati « [...] non potevano permettere che si effettuassero arresti sommari o che si allontanassero cittadini dalla città senza processo.», ma tutto fu inutile.
La popolazione triestina non si faceva illusioni sulla sorte dei tanti scomparsi. La scoperta delle prime foibe in Istria, nell'autunno del 1943, le testimonianze dei profughi dalmati sulla tragica sorte toccata a molti loro concittadini a Zara, nel novembre 1944, lasciavano presagire il peggio. Subito dopo il ritiro delle truppe jugoslave da Trieste ebbero inizio gli scavi nel Carso triestino, che furono completati in tempi e periodi diversi. Furono individuate nelle vicinanze della città tre foibe principali: Basovizza, Monrupino e Sesana (attualmente in territorio sloveno), e altre secondarie (Opicina, Campagna e Corgnale), con un numero imprecisato di cadaveri. Va inoltre sottolineato che non tutti gli scomparsi furono gettati nelle foibe summenzionate: una parte non quantificabile di essi venne deportata in altre zone della Venezia Giulia, o in Jugoslavia, e ivi, con ogni probabilità, soppressa e seppellita. Sul numero delle vittime si possono fare solo delle congetture. Nell'aprile 1947 il Governo Militare Alleato aveva raccolto 1 492 nominativi di persone scomparse a Trieste sulla base delle denunce effettuate dai familiari, ma tale numero era da considerarsi provvisorio. Dati definitivi non vennero tuttavia mai forniti né negli anni né nei decenni successivi. Dopo il suo rientro a Trieste, nel marzo 1947, uno dei massimi esponenti del comunismo giuliano, Vittorio Vidali, facendosi interprete della rottura fra Stalin, appoggiato dal PCI, e Tito, si riferì ai «trozkisti titini» definendoli come «una banda di assassini e spie», nel 1956, Chruščёv si reca a Belgrado e riabilita Tito.
A partire dall'estate del 1945 si sviluppò pienamente anche l'esodo di molti giuliani e dalmati dalle zone occupate militarmente dai titoisti e che successivamente sarebbero state annesse allo Stato jugoslavo. L'esodo, che ebbe inizio in forma strisciante fin dal settembre 1943, si protrasse per un quindicennio ed interessò circa 250 000 profughi o forse più (in massima parte di etnia italiana, ma anche sloveni e croati) ed ebbe fra le sue mete privilegiate Trieste. La città accolse infatti gran parte dei circa 65 000 esuli che scelsero di rifarsi una vita nelle province che avrebbero conformato successivamente la Regione autonoma del Friuli-Venezia Giulia. Inseritisi perfettamente nella realtà sociale triestina, essi stessi hanno costituito, per la città giuliana, un fattore di sviluppo economico e umano. A tale proposito va ricordato che l'afflusso degli esuli permise a Trieste di sperimentare, nel decennio successivo alla seconda guerra mondiale, una crescita apprezzabile della propria popolazione, con una netta (anche se temporanea) inversione di tendenza rispetto al periodo precedente, caratterizzato da una lunga stagnazione demografica in atto fin dagli anni venti del Novecento.

## L'occupazione alleata e il Territorio Libero di Trieste
Territori dell’Impero austro-ungarico, assegnati all’Italia in base al trattato di Rapallo del 1920 compresi quelli assegnati nel 1924 in base al trattato di Roma, e successive modifiche dopo la seconda guerra mondiale: 
     Aree assegnate definitivamente all'Italia nel 1920;
     Aree assegnate al Regno d'Italia nel 1920, passate alla Zona A del TLT nel 1947 con i trattati di Parigi e passate all'Italia nel 1975 con il trattato di Osimo;
     Aree assegnate al Regno d'Italia nel 1920, passate alla Zona B del TLT nel 1947 con i trattati di Parigi, e poi alla Jugoslavia nel 1975 con il trattato di Osimo;
     Aree assegnate al Regno d'Italia nel 1920 e poi passate alla Jugoslavia nel 1947 con i trattati di Parigi.
Nella determinazione del confine avvenuta dopo la prima guerra mondiale vennero prese in considerazione soprattutto le pretese territoriali vantate dal Regno d’Italia, al quale vennero assegnati territori abitati da circa 490.000 abitanti di lingua slovena e croata, contro i 15.000 italiani residenti nei territori assegnati alla Jugoslavia.

Nella determinazione del confine avvenuta dopo la seconda guerra mondiale vennero in parte soddisfatte anche le aspirazioni delle popolazioni slave (sloveni e croati) insediate nelle aree contese; ciò nonostante, alla fine della disputa, le aree assegnate all’Italia risultavano abitate ancora da circa 80.000 sloveni, mentre le aree assegnate alla Jugoslavia risultavano abitate da circa 250.000 italiani.
Con gli accordi di Belgrado (9 giugno 1945) seguiti dal definitivo ritiro degli jugoslavi da Trieste (12 giugno), l'intera Venezia Giulia fu suddivisa in due zone, (secondo una linea tracciata dal generale Morgan, che le diede il suo nome) la prima delle quali (zona A), con Trieste, amministrata dagli anglo-americani, e la seconda (zona B), dagli Jugoslavi. Nel 1947, a seguito degli accordi di pace di Parigi (1947), Gorizia, Monfalcone ed altre limitate zone della Venezia Giulia furono assegnate all'Italia, mentre l'Istria e la massima parte del resto della Regione giuliana, alla Jugoslavia. Restarono escluse dall'assegnazione: Trieste (con parte della zona A), e la zona nord-occidentale dell'Istria, fino al fiume Quieto (parte residua della zona B).
Dopo la perdita della sovranità sul territorio triestino da parte dell'Italia, a Trieste fu provvisoriamente istituita la British United States Zone - Free Territory of Triest (BUSZ-FTT) - Territorio Libero di Trieste, Zona Anglo - Americana. Successivamente, dal settembre 1947, la città e la zona A entrarono a far parte, sotto l'egida dell'ONU, dell'Allied Military Government - Free Territory of Triest (AMG-FTT), Territorio Libero di Trieste, con un Governo Militare alleato. La zona B del TLT fu data invece in amministrazione alla Jugoslavia. Secondo l'ONU sarebbe dovuto sorgere un Territorio Libero di Trieste, comprendente sia la Zona A, sia la Zona B, con un seggio all'ONU.
Il giorno 8 ottobre 1953 gli ambasciatori di Stati Uniti e Gran Bretagna a Roma informarono, mediante una dichiarazione ufficiale, il governo italiano e quello jugoslavo che era intenzione dei paesi che essi rappresentavano porre termine quanto prima all'occupazione militare sulla zona A, la quale sarebbe stata affidata in amministrazione all'Italia. In un allegato segreto, reso noto solo all'Italia e non alla Jugoslavia, veniva inoltre dichiarato che le due potenze consideravano tale spartizione definitiva e che si sarebbero opposte ad ogni intervento militare della Jugoslavia per recuperare la zona A, ma non ad una sua annessione della zona B. La pronta reazione della Jugoslavia, che condannò tale spartizione inviando truppe lungo il confine, prontamente seguita dall'Italia (50.000 uomini si fronteggiarono ai due lati della frontiera italo-jugoslava) unitamente alle proteste dell'Unione Sovietica, contraria alla scomparsa del TLT, impedirono a Gran Bretagna e Stati Uniti di dare attuazione ai propositi contenuti nella dichiarazione.
Subito dopo la dichiarazione dell'8 ottobre ci furono diverse manifestazioni sia contro che a favore del ritorno di Trieste all'Italia. Fra le prime si segnalò quella di circa duemila studenti sloveni che protestarono nel centro della città: giovani italiani, per reazione, invasero gli uffici della delegazione economica jugoslava, distruggendo vetri e scaraventando in strada il mobilio. La tensione raggiunse il suo culmine nella Rivolta di Trieste, ai primi di novembre di quello stesso anno. Il 4 si celebrava la Festa della vittoria italiana nella prima guerra mondiale e molti triestini andarono a rendere omaggio ai caduti nel Sacrario militare di Redipuglia, valicando il posto di blocco di Duino ed entrando in territorio italiano. Al rientro, alla sera, ebbero luogo le prime manifestazioni. Il mattino del 5 novembre il sindaco di Trieste fece issare sulla torre del Municipio il Tricolore italiano al posto della bandiera rosso-alabardata. Il Tricolore venne ammainato ore più tardi dagli inglesi. Per protesta una folla si radunò davanti alla Questura da dove vennero sparati dei colpi che uccisero Pietro Addobbati e Antonio Zavadil. Ciò avveniva il 5 novembre 1953. Il giorno successivo fu indetto, per protesta, uno sciopero generale, e i triestini confluirono in massa in Piazza Unità, per manifestare contro il Governo militare Alleato. Agenti della polizia spararono dal Palazzo del Governo sulla folla uccidendo altri quattro dimostranti: Emilio Bassa, Leonardo (Nardino) Manzi, Saverio Montano, Francesco Paglia. A questo punto esplose la rivolta e la situazione divenne incontrollabile. Truppe americane, estranee agli avvenimenti, intervennero prontamente, riuscendo a placare la folla. Le autorità cittadine protestarono energicamente contro gli autori del barbaro massacro. Fu chiesto ufficialmente al Governo Militare Alleato di consegnare in caserma la truppa inglese e la polizia civile nel giorno del funerale delle vittime. Il servizio d'ordine fu adempiuto, in massima parte, dai lavoratori portuali.

## Il ritorno all'Italia

### Il memorandum di Londra e la restituzione di Trieste all'Italia
Nel mese di dicembre 1953 iniziarono le riunioni ad alto livello per risolvere la questione triestina, ormai sfociata nel sangue. I margini di manovra apparivano, inizialmente, piuttosto angusti. Tito fece sapere che qualsiasi soluzione che avesse mutato lo status quo esistente a svantaggio della Jugoslavia non sarebbe stata accettata, mentre gli italiani erano fermi alle condizioni contenute nella dichiarazione anglo-americana dell'8 ottobre.. L'atteggiamento jugoslavo si ammorbidì tuttavia a seguito della promessa degli angloamericani di contribuire al finanziamento, con venti milioni di dollari e due milioni di sterline, di un porto nella zona B. Anche la posizione dell'Italia, grazie ad un approccio più realistico alla questione di Trieste del nuovo primo ministro Scelba e del suo ministro degli esteri Piccioni, favorì il raggiungimento di un accordo.

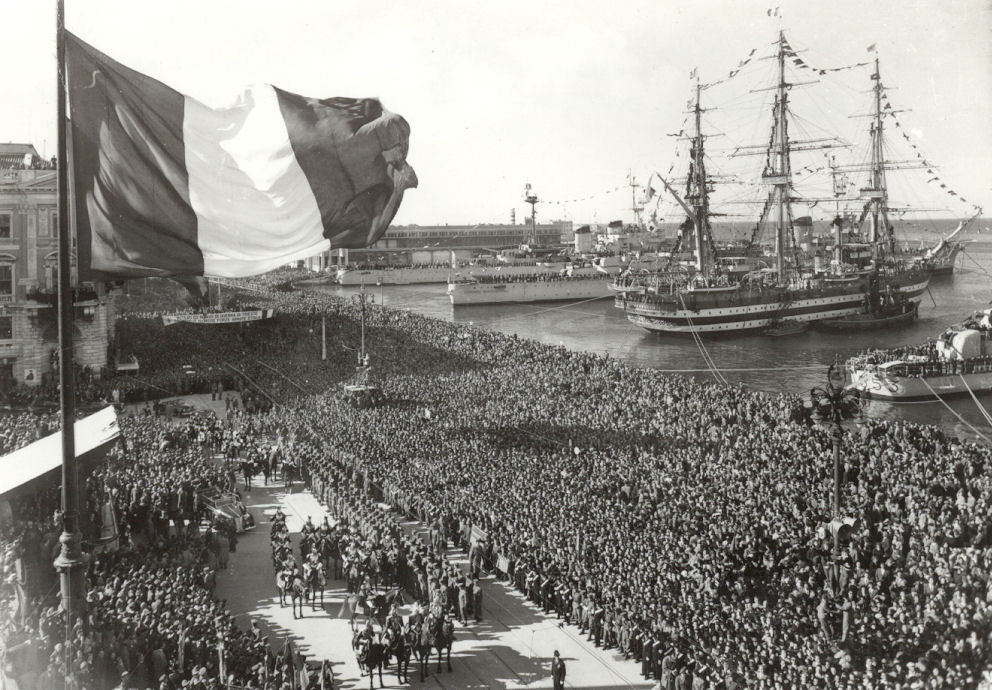
Visita del Presidente Einaudi dopo il ritorno di Trieste all'Italia, 4 novembre 1954.

Il 5 ottobre 1954 il problema venne definito con un protocollo d'intesa, firmato a Londra dai rappresentanti di Stati Uniti, Regno Unito, Italia e Jugoslavia, (e per tale ragione noto come Memorandum di Londra), mediante il quale il Territorio Libero di Trieste fu spartito sulla base delle due zone già assegnate, salvo alcune rettifiche territoriali. La Jugoslavia riuscì infatti a modificare leggermente la linea di spartizione a suo vantaggio di circa 11 km², annettendo alcuni villaggi del comune di Muggia ed arrivando così sino ai monti che sovrastano la periferie meridionali della città. Nel primo pomeriggio dello stesso giorno, a Trieste, il generale Winterton diede annuncio dell'accordo per radio e una folla festante si riversò in Piazza dell'Unità d'Italia.. Tre settimane più tardi (26 ottobre 1954) le truppe italiane fecero il loro ingresso in città. Nel Memorandum di Londra non venne comunque citata la sovranità: venne concessa l'amministrazione civile rispettivamente dell'Italia sulla zona A e della Jugoslavia sulla zona B.
In tal modo Trieste dovette rinunciare a una provincia sufficientemente estesa e si ritrovò stretta in un lembo di terra che ne ridusse le potenzialità economiche. Fu deciso il mantenimento di un porto franco in città e fu imposta la tutela delle minoranze etniche residenti nelle due zone. La polemica storica e politica fu rivolta in particolare contro il Partito Comunista Italiano che, secondo alcuni storici, aveva avuto in passato un atteggiamento acquiescente nei confronti di Josip Broz Tito e di Stalin..

### Capoluogo del Friuli-Venezia Giulia

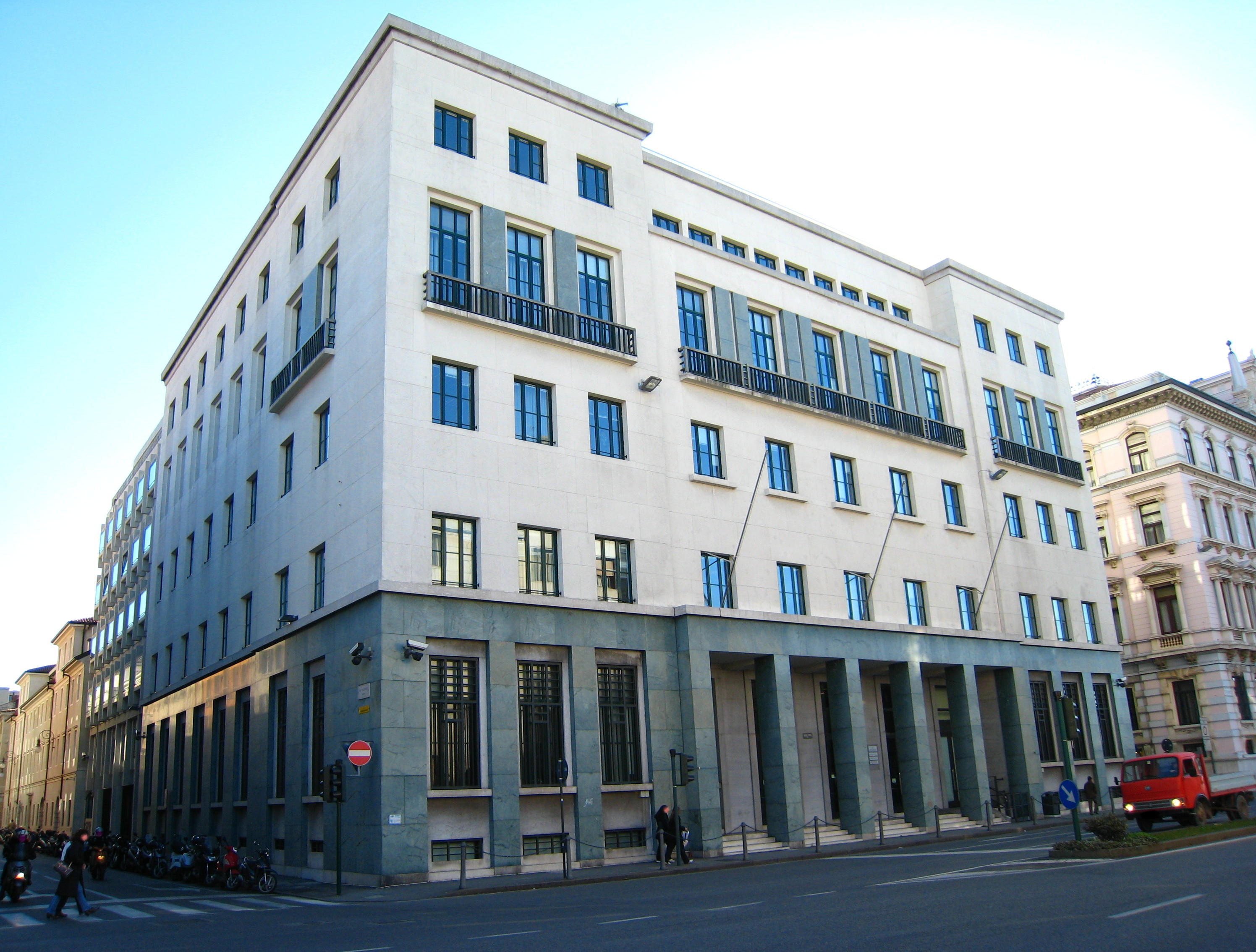
La sede dell’Italcantieri a Trieste, ora sede della Direzione centrale Finanze della Regione Autonoma Friuli Venezia Giulia

Tornata sotto amministrazione italiana, i governi democristiani del tempo si preoccuparono di fornire alla città strumenti adeguati di sviluppo economico: nel 1955 fu istituito un Fondo di rotazione destinato al credito agevolato per gli imprenditori delle province di Trieste e Gorizia, e, tre anni più tardi, venne approvata dal Parlamento nazionale una legge per la costruzione di nuove infrastrutture viarie e per l'ampliamento del porto (1958). Nel 1963, l'attuazione di una Regione a statuto speciale (già prevista fin dal giugno 1947), il Friuli-Venezia Giulia, e la scelta di Trieste come suo capoluogo, diede nuova linfa all'economia locale, favorendo la creazione di numerosi posti di lavoro legati all'Amministrazione pubblica. Anche la fondazione dell'Italcantieri, la cui sede fu fissata a Trieste (1966), e altri investimenti dell'IRI « [...] funsero da efficaci ammortizzatori sociali, permettendo di mantenere artificialmente elevato il livello occupazionale...»
Tali provvedimenti legislativi non riuscirono tuttavia ad frenare il declino della cantieristica triestina, delle attività portuali e delle industrie presenti sul territorio anche in pieno boom economico. Alcuni fattori negativi concorsero ad impedire uno sviluppo accettabile dell'economia cittadina: l'eccentricità della sua ubicazione geografica, la concorrenza degli scali jugoslavi (soprattutto di Fiume), l'esiguità del proprio entroterra carsico, il carattere assistenziale delle erogazioni statali. Sul finire degli anni sessanta il porto triestino era secondo solo a Genova per merci caricate e scaricate, ma l'80% di esse era costituito da petrolio, il cui trasporto produceva guadagni modesti rispetto a quello di altre mercanzie. A cavallo fra gli anni sessanta e settanta iniziò a svilupparsi anche il commercio legato al movimento frontaliero. Si trattava generalmente di esercizi di piccole e medie dimensioni che davano lavoro a un numero limitato di triestini e che pertanto potevano assorbire solo in parte la manodopera che non trovava più sbocco in un'industria in crisi. In questo clima gravido di incognite e di frustrazioni vennero firmati gli accordi di Osimo.

### Il trattato di Osimo e la Lista per Trieste
Sin dall'inizio degli anni settanta si erano andati intensificando gli incontri ufficiali fra rappresentanti del governo italiano (con il coinvolgimento, in un'occasione, anche del massimo esponente del PCI) e di quello jugoslavo per affrontare e risolvere amichevolmente i vari problemi ancora irrisolti fra i due paesi, e, in primis, quello relativo al riconoscimento reciproco delle frontiere vigenti, de facto, fin dal 1954. Fra il febbraio 1971 e il marzo 1975 si ebbero incontri fra l'allora ministro degli Esteri Aldo Moro e il suo omologo Tepavac, seguito da una visita ufficiale di Tito; fra il ministro degli Esteri Giuseppe Medici e Tito; fra il Capo di Stato jugoslavo e il direttore generale del Ministero dell'Industria Eugenio Carbone e, infine, fra Enrico Berlinguer e Tito. La firma del trattato avvenne il 10 novembre 1975 ad Osimo per impulso anche degli Stati Uniti d'America. Gli americani caldeggiavano infatti una sempre più stretta collaborazione fra la non allineata Jugoslavia e l'Europa comunitaria ed atlantica in funzione antisovietica.
Nel trattato veniva:
- Ufficializzata la frontiera fra i due paesi tracciata fin dal 1954;
- Riaffermata esplicitamente la tutela delle rispettive minoranze etniche contemplata dal Memorandum di Londra[99]
- Prevista una zona industriale a cavallo della frontiera fra la Slovenia e l'Italia che in parte si sarebbe estesa nello stesso comune di Trieste
- Prevista la costruzione di alcune infrastrutture (strade, valichi autostradali, ecc.) fra il Goriziano e il territorio sloveno limitrofo.

Allorché si conobbero i termini del trattato, si scatenò a Trieste la protesta spontanea di gran parte della cittadinanza, mai consultata né prima né dopo la firma degli accordi. Particolare scalpore suscitò la rinuncia ufficiale dell'Italia a terre considerate storicamente ed etnicamente venete, anche se, all'epoca, la massima parte della popolazione autoctona italofona, ivi residente, aveva scelto la strada dell'esodo. L'opinione pubblica moderata e conservatrice rigettò anche la creazione della summenzionata area industriale che, sorta alle porte della città, si sarebbe popolata (a detta dei triestini) di jugoslavi che avrebbero successivamente gravitato su Trieste snaturandone l'italianità. Anche alcune forze di sinistra si rivelarono profondamente critiche su quest'ultimo punto, adducendo l'impatto negativo che avrebbe avuto un'area di questo tipo sull'ambiente umano e sull'ecosistema carsico.
La protesta trovò espressione nella Lista per Trieste, partito dalle radici nazionaliste e autonomiste, con frange ecologiste. Era guidata da Manlio Cecovini. Perno del suo programma politico era l'istituzione di una zona franca integrale che finì col comprendere l'intera provincia di Trieste. Fra il 1978 e il 1983 ottenne delle notevoli affermazioni elettorali, riuscendo a scavalcare persino, in taluni casi, i partiti nazionali più importanti e ottenendo fra il 20% circa e il 33% circa dei suffragi. Nel 1987 grazie anche all'appoggio del PSI, riuscì a far eleggere deputato l'avvocato triestino Giulio Camber mentre, nel decennio successivo, con una forza elettorale alquanto ridimensionata, sostenne ripetutamente Forza Italia. La Lista per Trieste non ottenne da Roma, né ha ottenuto ancora, la zona franca "allargata" tanto agognata, ma è riuscita nel proposito di bloccare definitivamente la costituzione dell'area industriale alle porte della città, prevista dall'Accordo Economico annesso al Trattato di Osimo. Inspiegabilmente la Jugoslavia non fece nulla per imporre il rispetto di tale Accordo dopo la ratifica parlamentare del trattato (1977). Solo nel Goriziano furono portate a compimento alcune delle infrastrutture progettate.

## Trieste nell'Europa unita

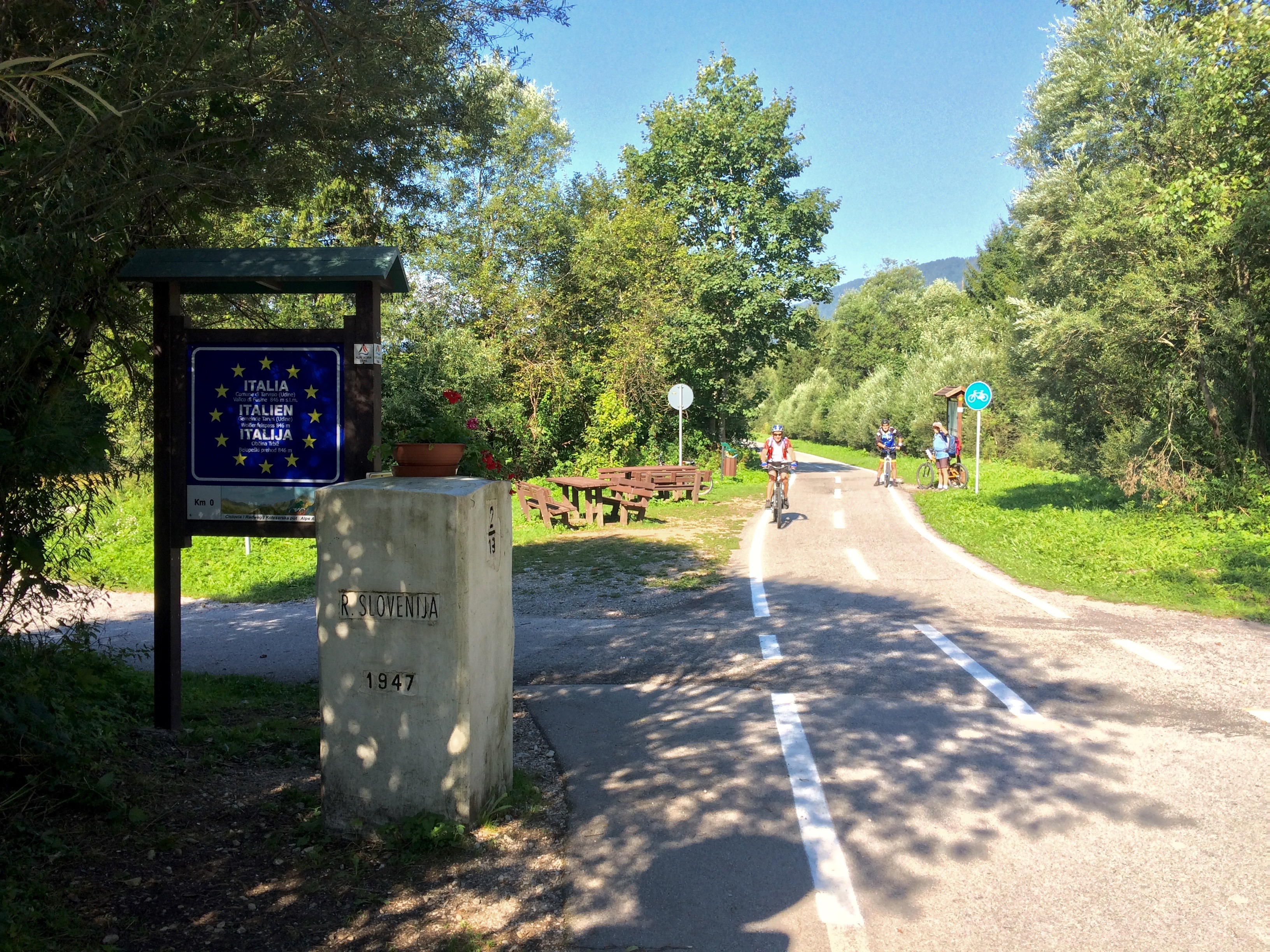
Confine di stato italo-sloveno, 2015

Nel 2004 con l'ingresso della Repubblica di Slovenia nell'Unione europea e ancor più con l'entrata del paese nello spazio Schengen, nel dicembre 2007, Trieste è finalmente uscita dal suo isolamento. Da tale data infatti i confini italo-sloveni hanno cessato di esser da impedimento al libero passaggio di merci e persone.